# كأس العالم 2014
كأس العالم لكرة القدم 2014 هي الدورة العشرين من بطولات كأس العالم لكرة القدم، أقيمت في قارة أمريكا الجنوبية بعد أن حدد الاتحاد الدولي لكرة القدم نظام التناوب بين القارات وحدد قارة أمريكا الجنوبية لتقام فيها البطولة، ولم يطلب أي بلد الاستضافة سوى البرازيل، التي تقدمت بالملف في 31 يوليو 2007.
كانت هذه المرة الثانية التي تقام فيها البطولة في البرازيل بعد كأس العالم 1950، وبذلك أصبحت البرازيل خامس بلد يستضيف البطولة مرتين على أرضه (بعد المكسيك وفرنسا وإيطاليا وألمانيا). كانت المرة الأولى الذي تستضيف فيها قارة أمريكا الجنوبية بطولة كأس العالم منذ كأس العالم 1978 التي أقيمت بالأرجنتين، وهي أيضاً أول مرة تنظم فيها دورتان متتاليتان خارج القارة الأوروبية بعد كأس العالم 2010 في جنوب إفريقيا. تميزت هذه الدورة بسماح الفيفا باستخدام تقنيات للمرة الأولى في تاريخ بطولات كأس العالم مثل تقنية خط المرمى، وأصبحت هذه البطولة ثالث بطولة ترعاها الفيفا يتم فيها تطبيق هذه الخاصية بعد بطولتي كأس العالم للأندية 2012 وكأس القارات 2013. تم الإعلان عن الشعار الرسمي لكأس العالم لكرة القدم 2014 في 8 يوليو 2010. بدأت عملية بيع تذاكر البطولة في 20 أغسطس 2013، وبيعت معظم التذاكر المقدر عددها ب 3.3 مليون عن طريق موقع الفيفا الرسمي.
شاركت جميع المنتخبات الفائزة ببطولة كأس العالم لكرة القدم منذ النسخة الأولى من البطولة في عام 1930 في هذه البطولة، فشاركت كل من البرازيل، والأرجنتين، والأوروغواي، وألمانيا، وإيطاليا، وفرنسا، وإسبانيا، وإنجلترا. خرج حامل اللقب المنتخب الإسباني والمنتخب الإيطالي والمنتخب الإنجليزي من دور المجموعات، وخرجت الأوروغواي من دور الستة عشر، بينما خرجت فرنسا من دور ربع النهائي. وتأهلت منتخبات ألمانيا والأرجنتين والبرازيل وهولندا إلى الدور قبل النهائي، حيث استطاع المنتخب الألماني من الفوز بلقب البطولة للمرة الرابعة في تاريخه بعدما فاز على المنتخب الأرجنتيني بهدف نظيف، وتصبح بذلك ألمانيا أول منتخب أوروبي يفوز ببطولة كأس العالم في القارة اللاتينية، أيضاً هي المرة الأولى، التي تفوز ثلاث منتخبات من قارة واحدة بثلاث بطولات كأس عالم متتالية.
وبهذا الفوز تأهلت ألمانيا لبطولة كأس القارات 2017 التي أقيمت في روسيا في الفترة ما بين 17 يونيو - 2 يوليو من عام 2017.

## اختيار البلد المستضيف

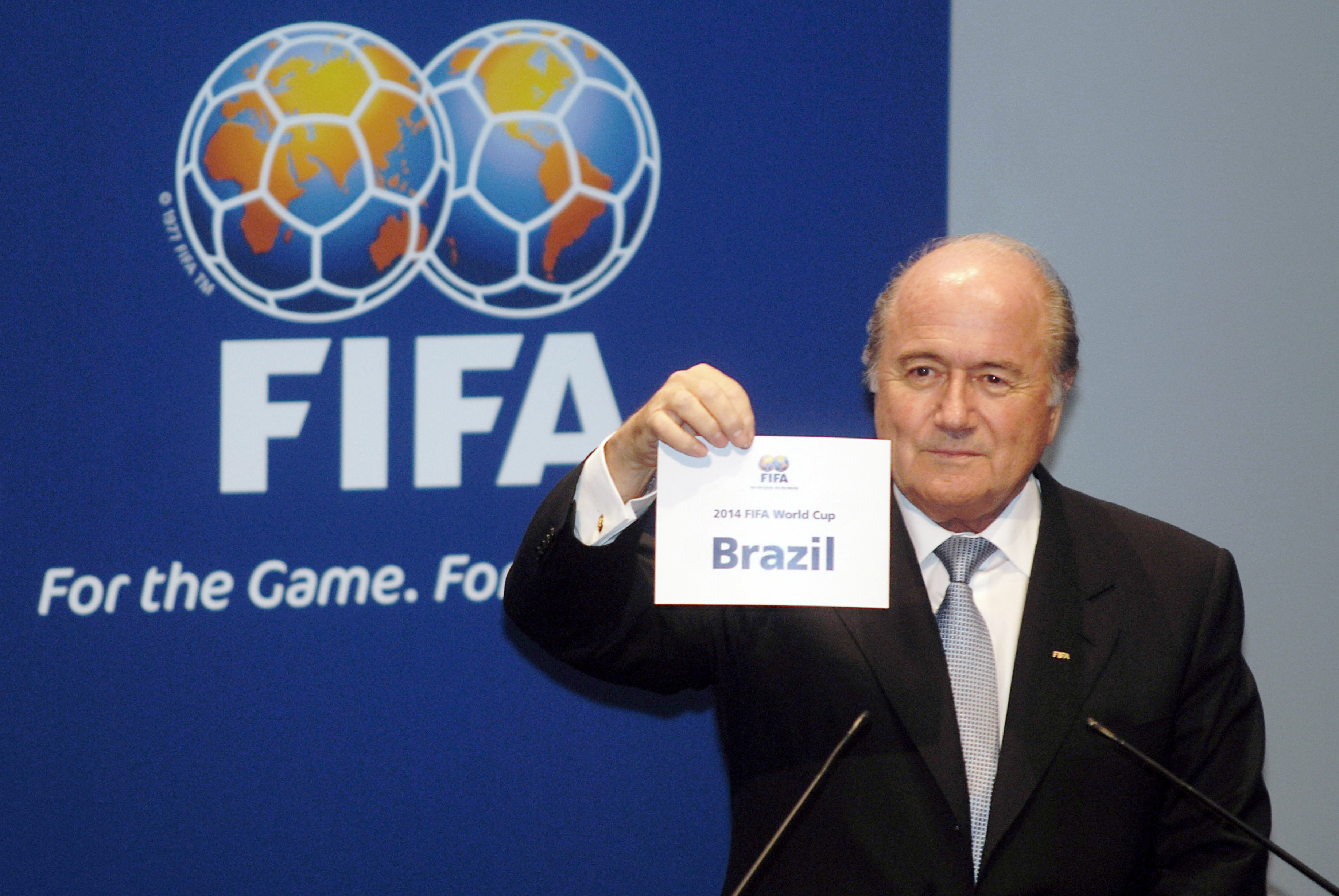
جوزيف بلاتر يعلن عن اختيار البرازيل لاستضافة كأس العالم لكرة القدم 2014

بعد أن أتاح الاتحاد الدولي لكرة القدم نظام تبادل استضافة البطولة بين القارات، وبعد حصول قارة إفريقيا على حقها في الاستضافة، عندما استضافت جنوب إفريقيا بطولة كأس العالم لكرة القدم 2010، جاء الدور على أميركا الجنوبية للمرة الأولى منذ أن استضافت الأرجنتين النسخة الحادية عشر للبطولة عام 1978. وفي 3 يونيو 2003، أعلن اتحاد أمريكا الجنوبية لكرة القدم أن الأرجنتين والبرازيل وكولومبيا يرغبون في استضافة نهائيات كأس العالم 2014.
وفي 17 مارس 2004، صوت بالإجماع جمعيات اتحاد أمريكا الجنوبية لاعتماد البرازيل كمرشح وحيد. تم إعلان ترشيح البرازيل في ديسمبر 2006 وتبعتها كولومبيا بعدها بأيام قليلة يوم 11 أبريل 2007، لكن كولومبيا سحبت عرضها بعدما أعلن نائب نائب رئيس الكولومبي فرانسيسكو سانتوس كالديرون أن كولومبيا ستستضيف كأس العالم للشباب تحت 20 سنة 2011 بدلاً من بطولة كأس العالم، وبذلك تبقى البرازيل المرشحة الوحيدة.
فازت البرازيل بحق استضافة هذا الحدث يوم 30 أكتوبر 2007 بوصفها البلد الوحيد الباقي للدخول في المزايدة. البرازيل لديها بالفعل شعار كأس العالم وهو تصميم يحاكي شكل كأس العالم ويتألف من ثلاث أياد التي تجتمع على شكل كرة. ولها ألوان الأخضر والأصفر، ولكن هناك أيضاً شعار يتضمن الأحمر والأزرق، كما في العلم الوطني للبرازيل.
وبعد فوز البرازيل بحق الاستضافة، وبعد إقامة كأس العالم لكرة القدم 2010 في جنوب إفريقيا، أصبح لأول مرة تقام بطولتين كأس عالم خارج القارة الأوروبية.

## التصفيات
شهد كأس العالم لكرة القدم 2014 مشاركة 32 منتخب. مركز واحد تم تخصيصه للمستضيف، البرازيل، لكن لم يتم منح مقعد مباشر لإسبانيا حاملة اللقب. المقاعد المتبقية الـ32 سيتم تحديدها من خلال عملية التصفيات، حيث سيتنافس 207 منتخب من اتحادات الفيفا الست القارية. بحيث يصبح العدد النهائي لمباريات التصفيات المؤهلة لكأس العالم 816 مباراة. أغلب هذه المباريات ستكون ضمن إطار تصفيات هذه القارات، لكن مع لعب عدد محدود من مباريات الملحق القارية في نهاية المسابقة. منتخبات بروناي، بوتان، غوام وموريتانيا اختارت عدم الدخول، وجنوب السودان انضمت للفيفا بعد بدء التصفيات، وبالتالي لم تستطع المشاركة.
- أوروبا (الاتحاد الأوروبي) - 13 مقعداً: تقسم المنتخبات المشاركة إلى 9 مجموعات، أبطالها يتأهلون مباشرة إلى كأس العالم. بينما أفضل ثمانية منتخبات أصحاب المركز الثاني سوف تخوض الدور الثاني. الفرق الثمانية ستوزع على 4 مواجهات ذهاب وإياب، المنتخبات الأربعة الفائزة ستتأهل إلى كأس العالم.
- آسيا (الاتحاد الآسيوي) - 4 مقاعد ونصف: بحيث يتأهل بطل المجموعة ووصيفها مباشرة إلى كأس العالم، بينما يلعب ثالث المجموعة مع ثالث المجموعة الأخرى في مباراتين، الفائز منها يواجه خامس الترتيب في قارة أمريكا الجنوبية.
- أمريكا الجنوبية (اتحاد أمريكا الجنوبية) - 4 مقاعد مضمونة ونصف: تلعب المنتخبات العشرة في مجموعة واحدة بحيث تتأهل المنتخبات الأربعة الأوائل مباشرة إلى كأس العالم، بينما ينافس المركز الخامس على التأهل عندما يواجه المتأهل من الملحق الآسيوي. بينما تأهلت البرازيل مباشرة بكونها الدولة المستضيفة.
- إفريقيا (الاتحاد الإفريقي) - 5 مقاعد: تقسم الفرق على 5 مجموعات، بحيث يتأهل بطل ووصيف المجموعة للدور المقبل. المنتخبات العشرة المتأهلة سوف ستوضع في 5 مواجهات ذهاب-و-إياب الفائز من كل مواجهة سيتأهل مباشرة لكأس العالم.
- أمريكا الشمالية والوسطى والكاريبي (اتحاد أمريكا الشمالية): 3 مقاعد ونصف: تقسم المنتخبات إلى 3 مجموعات يتأهل بطل ووصيف المجموعة إلى الدور المقبل. بحيث تشارك جميعها في مجموعة واحدة، يتأهل أصحاب المراكز الثلاثة الأولى مباشرة لكأس العالم بينما يلعب صاحب المركز الرابع مباراة الملحق مع المتأهل من تصفيات قارة أوقيانوسيا.
- أوقيانوسيا (اتحاد أوقيانوسيا) - نصف مقعد: حيث يلعب بطل تصفيات قارة أوقيانوسيا مع رابع الترتيب في تصفيات قارة أمريكا الشمالية والوسطى والكاريبي.

المنتخبات المتأهلة
فيما يلي المنتخبات المتأهلة لكأس العالم، مرتبة على حسب ترتيبها في تصنيف الفيفا العالمي للمنتخبات.

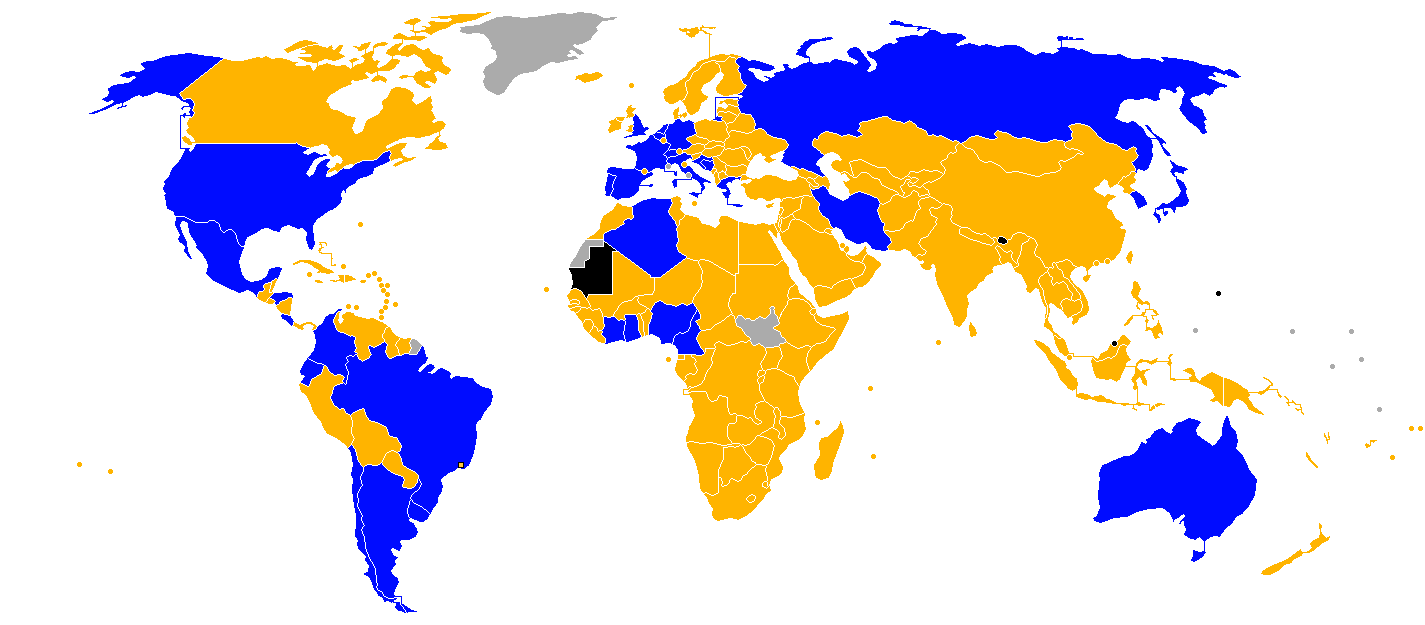
بلدان تأهلت لكأس العالم
بلدان أخفقت في التأهل
بلدان لم تشارك في كأس العالم
بلدان ليست عضوة في الفيفا

| آسيا (4) - أستراليا (62) - إيران (43) - اليابان (46) - كوريا الجنوبية (57) أفريقيا (5) - الجزائر (22) - الكاميرون (56) - غانا (37) - ساحل العاج (23) - نيجيريا (44) أوقيانوسيا (0) - لم يتأهل أحد | أمريكا الشمالية (4) - كوستاريكا (28) - هندوراس (33) - المكسيك (20) - الولايات المتحدة (13) أمريكا الجنوبية (6) - الأرجنتين (5) - البرازيل (3) (مستضيف) - تشيلي (14) - كولومبيا (8) - الإكوادور (26) - الأوروغواي (7) | أوروبا (13) - بلجيكا (11) - البوسنة والهرسك (21) - كرواتيا (18) - إنجلترا (10) - فرنسا (17) - ألمانيا (2) - اليونان (12) - إيطاليا (9) - هولندا (15) - البرتغال (4) - روسيا (19) - إسبانيا (1) - سويسرا (6) |  |

ترتيب المنتخبات حسب تصنيف الفيفا (مايو 2014)
| - 1 إسبانيا (1) - 2 ألمانيا (2) - 3 البرازيل (3) - 4 البرتغال (4) - 5 الأرجنتين (5) - 6 سويسرا (6) - 7 الأوروغواي (7) - 8 كولومبيا (8) | - 9 إيطاليا (9) - 10 إنجلترا (10) - 11 بلجيكا (11) - 12 اليونان (12) - 13 الولايات المتحدة (13) - 14 تشيلي (14) - 15 هولندا (15) - 16 فرنسا (17) | - 17 كرواتيا (18) - 18 روسيا (19) - 19 المكسيك (20) - 20 البوسنة والهرسك (21) - 21 الجزائر (22) - 22 ساحل العاج (23) - 23 الإكوادور (26) - 24 كوستاريكا (28) | - 25 هندوراس (33) - 26 غانا (37) - 27 إيران (43) - 28 نيجيريا (44) - 29 اليابان (46) - 30 الكاميرون (56) - 31 كوريا الجنوبية (57) - 32 أستراليا (62) |

## المنشآت

### الملاعب

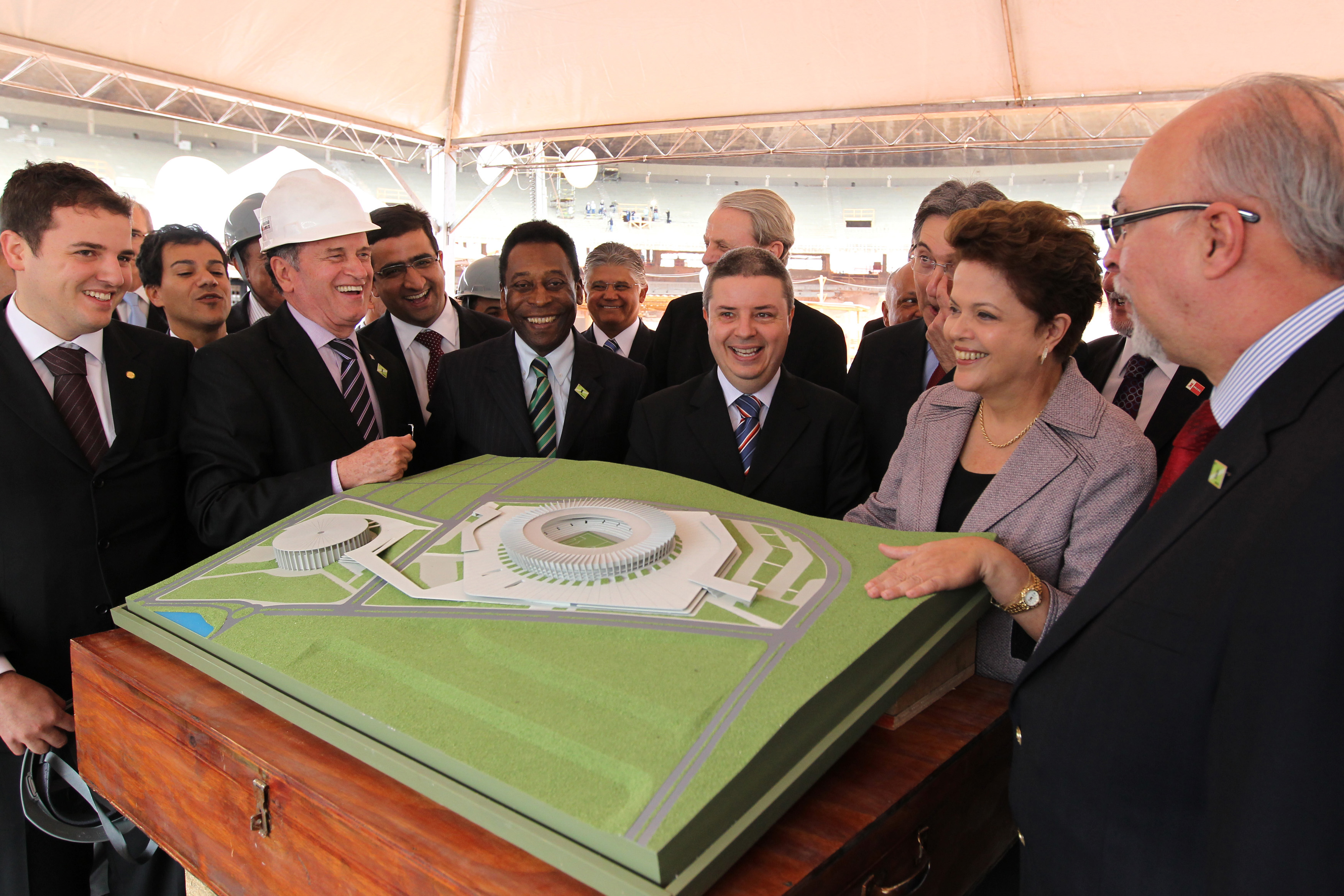
رئيسة البرازيل ديلما روسيف وبيليه يتابعون مخطط ملعب مينيراو.

في بداية الأمر تم ترشيح 18 مدينة لاستضافة منافسات بطولة كأس العالم 2014. وهم ريو دي جانيرو، برازيليا، بيلو هوريزونتي، فورتاليزا، بورتو أليغري، سالفادور، ماناوس، ريسيفي، ناتال، كويابا، كوريتيبا، ساوباولو، ريو برانكو، كامبو غراندي، بيليم، فلوريانوبوليس، غويانيا، ماسايوو كويابا.
واقترح الاتحاد الدولي لكرة القدم أن لا تزيد المدن المستضيفة عن 10 مدن وأن لا تستضيف المدينة الواحدة أكثر من ملعبين. قدم رئيس الاتحاد البرازيلي لكرة القدم في ذلك الوقت ريكاردو تيكسيرا، اقتراحاً ينص على ترشيح اثني عشر المدن المضيفة، في كل مدينة منهم ملعب واحد يستضيف مباريات البطولة. وصرح أن هذا الاقتراح يصب في «مصلحة البلاد كلها». وعلى الرغم أن المقترح يتنافى مع شرط الفيفا إلا أنه تم الموافقة عليه من قبل اللجنة التنفيذية في الاتحاد الدولي لكرة القدم بشهر ديسمبر من عام 2008.
تم الإعلان عن المدن الإثني عشر الفائزة باستضافة فعاليات البطولة في 31 مايو 2009، بعدما رفضت مدن ريو برانكو، كامبو غراندي، بيليم، فلوريانوبوليس، غويانيا، ماسايوو كويابا. هذه المدن الإثني عشر تحديداً تتميز كل منها بكونها عاصمة محافظة التي تقع فيها، وبالتالي فهي تغطي جميع المناطق الرئيسية في البرازيل. وهذا عكس ما حدث تماماً في بطولة كأس العالم لكرة القدم 1950 عندما تركزت المباريات في منطقة الجنوب الشرقي وجنوب البرازيل. ونتيجة لذلك سيضطر أفراد المنتخبات المشاركة في البطولة للسفر لمسافات بعيدة للعب منافسات البطولة.
تم رصد ما يقارب 3.47 مليار دولار أمريكي من أجل مشاريع بناء وترميم الملاعب الإثني عشر. خمس من تلك الملاعب تم بنائها خصيصاً لمنافسات كأس العالم وهي أرينا سيداد دا كوبا، ملعب كورينثيانز الجديد، ملعب آرينا داس دوناس، ملعب ميدان بنتانال وأرينا دا أمازونيا. في حين تم هدم ملعب برازيليا الوطني في العاصمة برازيليا، وإعادة بنائه من جديد، بينما باقي الملاعب الستة أُجري لها عملية إعادة ترميم على نطاق واسع.
اختير ملعب ماراكانا صاحب الرقم القياسي في الحضور الجماهيري والذي بلغ 200 ألف متفرج تقريباً في المباراة النهائية لبطولة كأس العالم لكرة القدم 1950، والواقع في ريو دي جانيرو لاستضافة المباراة النهائية. بينما اختير ملعب مورومبي، الواقع في مدنية ساو باولو لاستضافة مباراة الافتتاح، لكن تم استبداله في عام 2010، وحل ملعب كورينثيانز الجديد بدلاً عنه بعد فشل توفير الضمانات المالية لتعديلات الملعب.
أول الملاعب الجديدة التي تم الانتهاء منها هو ملعب كاستيلاو في مدينة فورتاليزا، بعدما أصبح الملعب تحت الخدمة في يناير 2013. يذكر أن هناك 6 ملاعب تحت الخدمة، وهي الملاعب التي استضافت منافسات كأس القارات 2013. ومن المتوقع أن 6 ملاعب من الملاعب الإثني عشر لن يتم الانتهاء منها بالموعد النهائي الذي حدده الفيفا وهو 31 ديسمبر 2013. في جهة أخرى أعاق انهيار رافعة في ملعب كورينثيانز الجديد عملية تركيب السقف الأخير للملعب، وتسببت هذه الحادثة بانهيار جزء من مدرجات الملعب ومقتل اثنين من عمال البناء.
| بيلو هوريزونتي            | برازيليا | كويابا | كوريتيبا                  |
| ------------------------- | --- | --- | ------------------------- |
| ملعب مينيراو              | ملعب برازيليا الوطني | ميدان بنتانال | ملعب أرينا دي بايكسادا    |
| السعة: 58,170 (تم تجديده) | السعة: 69,349 (تم إعادة بناءه) | السعة: 41,112 (ملعب جديد) | السعة: 39,631 (تم تجديده) |
|                           | | |                           |
| فورتاليزا                 | بيلو هوريزونتي برازيليا فورتاليزا بورتو أليغري ساو باولو ريو دي جانيرو سالفادور ناتال كويابا كوريتيبا ماناوس ريسيفيكأس العالم 2014 (البرازيل) | بيلو هوريزونتي برازيليا فورتاليزا بورتو أليغري ساو باولو ريو دي جانيرو سالفادور ناتال كويابا كوريتيبا ماناوس ريسيفيكأس العالم 2014 (البرازيل) | ماناوس                    |
| كاستيلاو                  | بيلو هوريزونتي برازيليا فورتاليزا بورتو أليغري ساو باولو ريو دي جانيرو سالفادور ناتال كويابا كوريتيبا ماناوس ريسيفيكأس العالم 2014 (البرازيل) | بيلو هوريزونتي برازيليا فورتاليزا بورتو أليغري ساو باولو ريو دي جانيرو سالفادور ناتال كويابا كوريتيبا ماناوس ريسيفيكأس العالم 2014 (البرازيل) | أرينا دا أمازونيا         |
| السعة: 60,342 (تم تجديده) | بيلو هوريزونتي برازيليا فورتاليزا بورتو أليغري ساو باولو ريو دي جانيرو سالفادور ناتال كويابا كوريتيبا ماناوس ريسيفيكأس العالم 2014 (البرازيل) | بيلو هوريزونتي برازيليا فورتاليزا بورتو أليغري ساو باولو ريو دي جانيرو سالفادور ناتال كويابا كوريتيبا ماناوس ريسيفيكأس العالم 2014 (البرازيل) | السعة: 40,549 (ملعب جديد) |
|                           | بيلو هوريزونتي برازيليا فورتاليزا بورتو أليغري ساو باولو ريو دي جانيرو سالفادور ناتال كويابا كوريتيبا ماناوس ريسيفيكأس العالم 2014 (البرازيل) | بيلو هوريزونتي برازيليا فورتاليزا بورتو أليغري ساو باولو ريو دي جانيرو سالفادور ناتال كويابا كوريتيبا ماناوس ريسيفيكأس العالم 2014 (البرازيل) |                           |
| ناتال                     | بيلو هوريزونتي برازيليا فورتاليزا بورتو أليغري ساو باولو ريو دي جانيرو سالفادور ناتال كويابا كوريتيبا ماناوس ريسيفيكأس العالم 2014 (البرازيل) | بيلو هوريزونتي برازيليا فورتاليزا بورتو أليغري ساو باولو ريو دي جانيرو سالفادور ناتال كويابا كوريتيبا ماناوس ريسيفيكأس العالم 2014 (البرازيل) | بورتو أليغري              |
| آرينا داس دوناس           | بيلو هوريزونتي برازيليا فورتاليزا بورتو أليغري ساو باولو ريو دي جانيرو سالفادور ناتال كويابا كوريتيبا ماناوس ريسيفيكأس العالم 2014 (البرازيل) | بيلو هوريزونتي برازيليا فورتاليزا بورتو أليغري ساو باولو ريو دي جانيرو سالفادور ناتال كويابا كوريتيبا ماناوس ريسيفيكأس العالم 2014 (البرازيل) | ملعب بيرا-ريو             |
| السعة: 39,971 (ملعب جديد) | بيلو هوريزونتي برازيليا فورتاليزا بورتو أليغري ساو باولو ريو دي جانيرو سالفادور ناتال كويابا كوريتيبا ماناوس ريسيفيكأس العالم 2014 (البرازيل) | بيلو هوريزونتي برازيليا فورتاليزا بورتو أليغري ساو باولو ريو دي جانيرو سالفادور ناتال كويابا كوريتيبا ماناوس ريسيفيكأس العالم 2014 (البرازيل) | السعة: 43,394 (تم تجديده) |
|                           | بيلو هوريزونتي برازيليا فورتاليزا بورتو أليغري ساو باولو ريو دي جانيرو سالفادور ناتال كويابا كوريتيبا ماناوس ريسيفيكأس العالم 2014 (البرازيل) | بيلو هوريزونتي برازيليا فورتاليزا بورتو أليغري ساو باولو ريو دي جانيرو سالفادور ناتال كويابا كوريتيبا ماناوس ريسيفيكأس العالم 2014 (البرازيل) |                           |
| ريسيفي                    | ريو دي جانيرو | سالفادور | ساو باولو                 |
| سيداد دا كوبا             | ملعب ماراكانا | ملعب فونتي نوفا | ملعب كورينثيانز الجديد    |
| السعة: 42,610 (ملعب جديد) | السعة: 74,738 (تم تجديده) | السعة: 51,900 (تم تجديده) | السعة: 63,321 (ملعب جديد) |
|                           | | |                           |

### المعسكرات
في 31 يناير 2014، أعلن الفيفا عن أماكن تواجد المنتخبات المشاركة.
| المنتخب         | المدينة             | الولاية           |                            | المنتخب           | المدينة       | الولاية |
| --------------- | ------------------- | ----------------- | -------------------------- | ----------------- | ------------- | ------- |
| الجزائر         | سوروكابا            | ساو باولو         | اليونان                    | أراكاجو           | سيرجيبي       |         |
| الأرجنتين       | فيسباسيانو          | ميناس زيرايش      | الهندوراس                  | بورتو فيلز        | ساو باولو     |         |
| أستراليا        | فيتوريا             | إسبيريتو سانتو    | إيران                      | غاروهوس           | ساو باولو     |         |
| بلجيكا          | موجي دا كروزيس      | ساو باولو         | إيطاليا                    | مانغاراتيبا       | ريو دي جانيرو |         |
| البوسنة والهرسك | غواروخا             | ساو باولو         | ساحل العاج                 | أوغلاي دي ليندويا | ساو باولو     |         |
| البرازيل        | تيريسبوليس          | ريو دي جانيرو     | اليابان                    | إتو               | ساو باولو     |         |
| الكاميرون       | إسبيريتو سانتو      | إسبيريتو سانتو    | المكسيك                    | سانتوس            | ساو باولو     |         |
| تشيلي           | بيلو هوريزونتي      | ميناس زيرايش      | هولندا                     | ريو دي جانيرو     | ريو دي جانيرو |         |
| كولومبيا        | كوتيا               | ساو باولو         | نيجيريا                    | كامبيناس          | ساو باولو     |         |
| كوستاريكا       | سانتوس              | ساو باولو         | البرتغال                   | كامبيناس          | ساو باولو     |         |
| كرواتيا         | ماتا دس ساو جواو    | باهيا             | روسيا                      | إتو               | ساو باولو     |         |
| الإكوادور       | فياماو              | ريو غراندي دو سول | كوريا الجنوبية             | فوز دو إغواكو     | بارانا        |         |
| إنجلترا         | ريو دي جانيرو       | ريو دي جانيرو     | إسبانيا                    | كوريتيبا          | بارانا        |         |
| فرنسا           | روبيراو بيريتو      | ساو باولو         | سويسرا                     | بورتو سيجورو      | باهيا         |         |
| ألمانيا         | سانتا كروز كاباريلا | باهيا             | الولايات المتحدة الأمريكية | ساو باولو         | ساو باولو     |         |
| غانا            | ماسايو              | ألاغواس           | الأوروغواي                 | ستي لاغواس        | ميناس زيرايش  |         |

## الجوائز المالية
| المركز        | الجائزة (مليون $ دولار أمريكي) |
| ------------- | ------------------------------ |
| البطل         | 35                             |
| الوصيف        | 25                             |
| المركز الثالث | 22                             |
| المركز الرابع | 20                             |
| دور الثمانية  | 14                             |
| دور الستة عشر | 9                              |
| الدور الأول   | 8                              |

أعلن الاتحاد الدولي لكرة القدم أن مجموع الجوائز المالية المقدمة في كأس العالم لكرة القدم 2014، قد ارتفع عن النسخة 2010 والمقامة في جنوب إفريقيا بزيادة بلغت 37%. حيث ارتفع إجمالي قيمة الجوائز المالية المقدمة إلى المنتخبات المشاركة في البطولة ومكافئات الفوز بالبطولة حوالي 146 مليون $ (422 مليون €). فبلغت جوائز هذه البطولة 576 مليون $ (422 مليون €)، في حين أن إجمالي قيمة الجوائز المالية في نسخة 2010 كانت 420 مليون $ (308 مليون €).
فقد رصد الاتحاد الدولي لكرة القدم مكافئة بلغت 35 مليون $ (25.6 مليون €) للمنتخب الفائز بلقب البطولة، بينما سيحصل الفائز بالمركز الثاني على جائزة مالية وقدرها 25 مليون $ (18.3 مليون €)، والفائز بالمركز الثالث سيحصل على 22 مليون $ (16.1 مليون €)، في حين أن صاحب المركز الرابع سيحصل على جائزة مالية قدرها 20 مليون $ (14.7 مليون €).
وقد أوضح الاتحاد الدولي لكرة القدم أن المنتخبات التي ستبلغ دور الثمانية ستحصل على جائزة مالية قدرها 14 مليون $ (10.25 مليون €)، بينما ستحصل المنتخبات التي ستبلغ الدور الستة عشر على جائزة مالية قدرها 9 مليون $ (6.6 مليون €)، بينما سيحصل كل منتخب يخرج من الدور الأول للبطولة على مبلغ وقدره 8 مليون $ (5.9 مليون €).
ومن بين هذه الجوائز المالية، يوجد مبلغ وقدره 70 مليون $ (51.3 مليون €) ستوزع على الأندية نظير مشاركة لاعبيها مع منتخبات بلادهم في كأس العالم 2014.

## القرعة النهائية
أقيمت القرعة النهائية لبطولة كأس العالم لكرة القدم 2014 في 6 ديسمبر 2013 بمدينة باهيا في الساعة 13:00 بالتوقيت المحلي. وتم فيها تحديد المجموعات الثمانية، فقسمت المنتخبات المشاركة إلى أربعة أوعية بناءً على تصنيف الفيفا العالمي. وعلى الرغم من إقامة القرعة في شهر ديسمبر إلا أن الفيفا رأي أنه من الحياد أن يُستخدم تصنيف الفيفا لشهر أكتوبر، حتى لا تستفيد المنتخبات التي لعبت مباريات إضافية ضمن مباريات الملحق بالتقدم في سلم التصنيف. وضعت البرازيل في المستوى الأول على الرغم من احتلالها للمركز الحادي عشر في تصنيف الفيفا للمنتخبات، ولكن تماشياً مع أعراف الاتحاد الدولي لكرة القدم فإن الدول المستضيفة عادة ما تكون ضمن الوعاء 1. بينما شغلت المنتخبات السبعة الأوائل في التصنيف الفيفا المراكز الباقية في الوعاء 1. وبهذا توضع منتخبات الأرجنتين وكولومبيا والأوروغواي وإسبانيا وألمانيا وبلجيكا وسويسرا والبرازيل على رؤوس المجموعات الثمانية.
كما هو الحال في بطولات كأس العالم السابقة، وزع الفيفا المنتخبات الباقية وعددها 24 منتخباً على الأوعية الثلاثة الأخرى طبقا لمعايير رياضية وإقليمية. فضم المستوى الثاني سبع منتخبات، خمس منتخبات إفريقية ومنتخبين من أمريكا الجنوبية. بينما ضم الوعاء 3 ثماني منتخبات، أربعة منتخبات آسيوية وأربعة منتخبات من أمريكا الشمالية. في المقابل وقعت المنتخبات الأوروبية التسعة المتبقية في الوعاء 4. وبسبب عدم التساوي بين المستويات، فإن الاتحاد الدولي لكرة القدم قام بإجراء خطوة إضافية في القرعة لتحديد المنتخب المكمل لمنتخبات الوعاء 2، فأصبح المنتخب الإيطالي المنتخب الثامن في الوعاء الثاني بعدما وقع الاختيار عليه.
وتنص قواعد القرعة على عدم وقوع أكثر من فريقين أوروبيين في مجموعة واحدة كما تنص على عدم وقوع أكثر من فريق واحد من كل اتحاد قاري آخر في مجموعة واحدة، لتجنيب منتخبات القارة الواحدة من المواجهة المبكرة في مجموعة واحدة. وبسبب عدم تساوي المنتخبات في الأوعية الأربعة.
| المجموعة 1 (رؤوس المجموعات)                                                                   | المجموعة 2 (أمريكا الجنوبية وإفريقيا)                                   | المجموعة 3 (آسيا وأمريكا الشمالية)                                                             | المجموعة 4 (أوروبا)                                                                         |
| --------------------------------------------------------------------------------------------- | ----------------------------------------------------------------------- | ---------------------------------------------------------------------------------------------- | ------------------------------------------------------------------------------------------- |
| البرازيل (المستضيف) · الأرجنتين · كولومبيا · الأوروغواي · بلجيكا · ألمانيا · إسبانيا · سويسرا | الجزائر · الكاميرون · ساحل العاج · غانا · نيجيريا · تشيلي · الإكوادور · | أستراليا · اليابان · إيران · كوريا الجنوبية · كوستاريكا · هندوراس · المكسيك · الولايات المتحدة | البوسنة والهرسك · كرواتيا · إنجلترا · فرنسا · اليونان · إيطاليا · هولندا · البرتغال · روسيا |

### النتيجة
نتيجة القرعة جاءت على النحو التالي:
| المجموعة A     | المجموعة B           | المجموعة C            | المجموعة D          |
| -------------- | -------------------- | --------------------- | ------------------- |
| البرازيل (3)   | إسبانيا (1)          | كولومبيا (8)          | الأوروغواي (7)      |
| كرواتيا (18)   | هولندا (15)          | اليونان (12)          | كوستاريكا (28)      |
| المكسيك (20)   | تشيلي (14)           | ساحل العاج (23)       | إنجلترا (10)        |
| الكاميرون (56) | أستراليا (62)        | اليابان (46)          | إيطاليا (9)         |
| المجموعة E     | المجموعة F           | المجموعة G            | المجموعة H          |
| سويسرا (6)     | الأرجنتين (5)        | ألمانيا (2)           | بلجيكا (11)         |
| الإكوادور (26) | البوسنة والهرسك (21) | البرتغال (4)          | الجزائر (22)        |
| فرنسا (17)     | إيران (43)           | غانا (37)             | روسيا (19)          |
| الهندوراس (33) | نيجيريا (44)         | الولايات المتحدة (13) | كوريا الجنوبية (57) |

## التحكيم

### الحكام
أعلن الفيفا قائمة مؤقتة ضمت 52 حكماً مرشحاً من ضمنهم حكمين مساعدين، من جميع القارات للمشاركة في البطولة. وسيتم الإعلان عن القائمة النهائية في عام 2014، قبل موعد البطولة بشهر واحد. وفي 14 يناير 2014 أعلن الفيفا عن قائمة الحكام المشاركين في البطولة، حيث بلغ عددهم 25 طاقماً يمثلون 43 دولة. قاد الحكم الياباني يويتشي نيشيمورا المباراة الافتتاحية بين منتخب البرازيل ومنتخب كرواتيا، بينما قاد الإيطالي نيكولا ريتزولي المباراة النهائية بين منتخبي ألمانيا والأرجنتين.

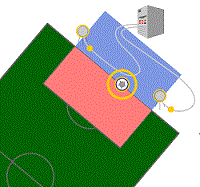
تقنية خط المرمى

### تقنية خط المرمى
أعلن الاتحاد الدولي لكرة القدم أن تقنية خطّ المرمى ستُطبّق في نهائيات كأس العالم 2014 في البرازيل بعد نجاحها في كأس القارات 2013، وتصبح بذلك أول بطولة كأس عالم يتم فيها استخدام تقنية خط المرمى، ورابع بطولة برعاية تقام تحت رعاية الاتحاد الدولي لكرة القدم التي يتم فيها تطبيق هذه الخاصية بعد 3 بطولات كأس العالم للأندية 2012 وكأس القارات 2013 وكأس العالم للأندية لكرة القدم 2013.
والهدف من ذلك هو استخدام الخاصية من أجل البت في أي غموض، ما يسهل على الحكم الأساسي والحكام الأربعة المساعدين في اتخاذ القرارات دون خوف من إلحاق الظلم بأي طرف كما حدث في بطولات سابقة. منح فيفا الترخيص لشركة غوال كونترول (GoalControl) الألمانية لتكون المزوّد الرسمي للتقنية في كأس العالم، بعد نجاحها في تجربة النظام خلال بطولة كأس القارات 2013.

### الرذاذ المتلاشي

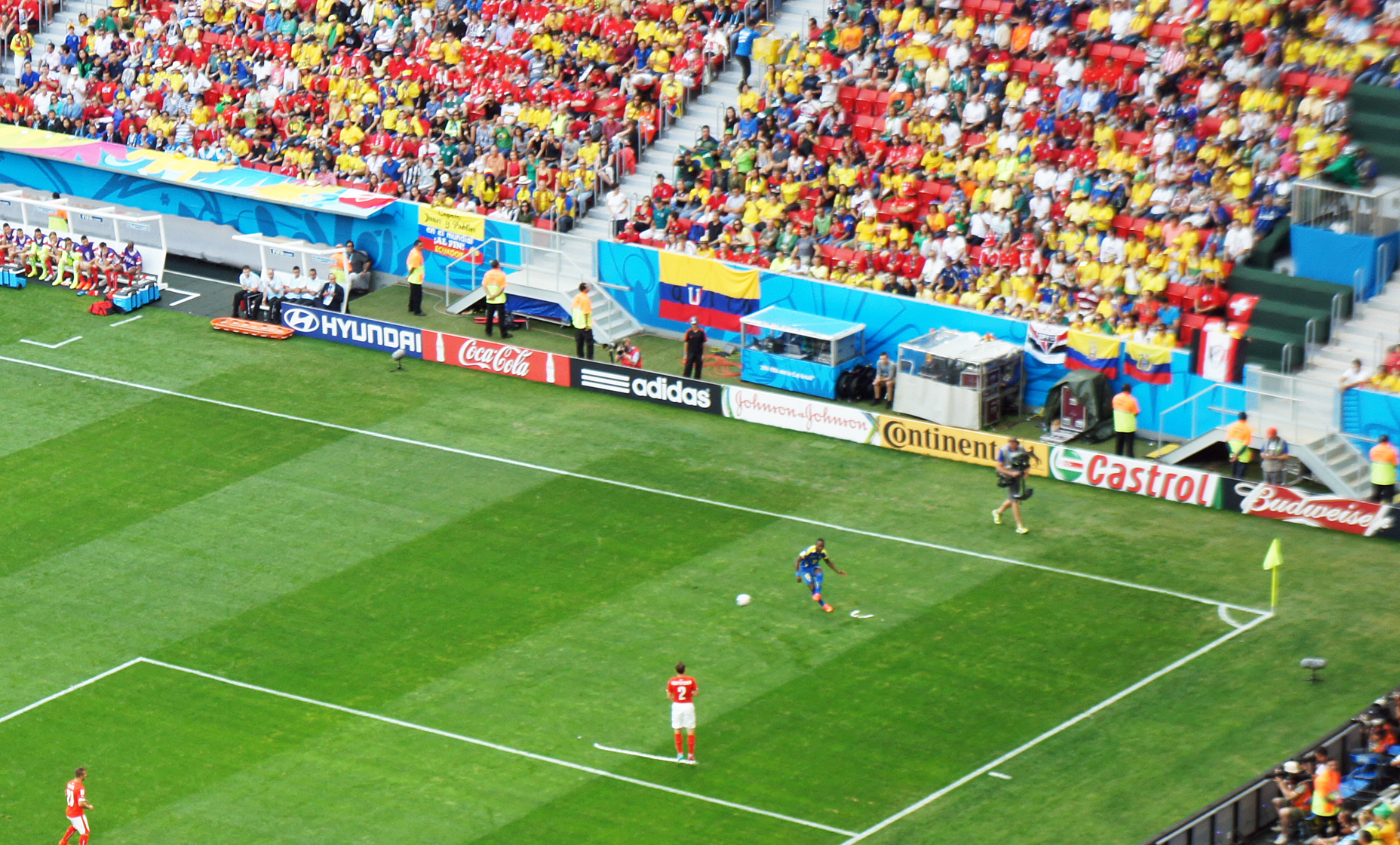
الرذاذ المتلاشي عند تسديد ركلة حرة في مباراة الإكوادور وسويسرا

بعد نجاح تجربة استخدامه في بطولات كأس العالم تحت 20 سنة لكرة القدم 2013 وكأس العالم تحت 17 سنة لكرة القدم 2013 وكأس العالم للأندية لكرة القدم 2013, وافق الفيفا في اجتماعه في 3 مارس 2014،  على استخدام الرذاذ المتلاشي من قبل الحكام للمرة الأولى في نهائيات كأس العالم. والذي يهدف لمساعدة الحكام في تحديد مكان وقوف حائط الدفاع قبل تسديد الركلات الحرة، حيث يقوم الحكم بتحديد ومن ثم رسم خط على طول المكان الذي يبعد عن مكان تسديد الكرة، أي المكان الذي يسمح عنده بتواجد أقرب مدافع، ويختفي الخط خلال دقيقة بعد ذلك.

### وقت مستقطع
وافق الاتحاد الدولي لكرة القدم على الاقتراح الذي قدمه المدير الفني لمنتخب إيطاليا لكرة القدم تشيزاري برانديلي، بشأن وضع فواصل خلال اللقاء ليتناول فيها اللاعبون الماء في حالة الطقس الحار بصورة استثنائية، وذلك بعد الأزمة التي عانى منها الجميع خلال بطولة كأس القارات 2013 بسبب ارتفاع الرطوبة بشكل كبير في البرازيل. ومن المتوقع أن تكون مدة تلك الفاصل 3 دقائق لكل نصف ساعة. لكنها طبقت في بعض المباريات التي سبق وأعلن عنها الفيفا، وهي اللقاءات التي لعبت في الساعة الواحدة ظهراً بتوقيت برازيليا. وهي كالتالي:
| - 13 يونيو: بين المكسيك والكاميرون - 16 يونيو: بين ألمانيا والبرتغال - 20 يونيو: بين إيطاليا وكوستاريكا | - 24 يونيو: بين إيطاليا وأوروغواي - 25 يونيو: بين البوسنة وإيران | - 26 يونيو: بين أمريكا وألمانيا - 29 يونيو: بين هولندا والمكسيك |

## القوائم
كما هو الحال مع في بطولة كأس العالم 2010، فكل منتخب مشارك في البطولة يجب أن يتكون من 23 لاعباً (بينهم ثلاثة حراس مرمى وجوباً). وعلى المنتخبات الوطنية المشاركة تأكيد القائمة النهائية المتكونة من 23 لاعبا قبل موعد لا يتجاوز 10 أيام من انطلاق البطولة، أي في 2 يونيو 2014 كحد أقصى. وفي حالة إصابة لاعب إصابة تبعده عن البطولة، فإن منتخبه لديه الحق باستبداله بلاعب آخر في أي وقت حتى 24 ساعة قبل المباراة الأولى للفريق.

### الانضباط
اللاعبون المعنيون، إذا شاركوا في التشكيلة النهائية لمنتخباتها، سيتم تعليق مشاركتهم في أول مباراة في البطولة بسبب تعرضهم للإيقاف في المباريات التأهيلية النهائية وفقاً للأحكام التأديبية لمنظمة الفيفا، ويجوز تمديد الإيقاف لمباراة أو أكثر.
- سوشا مكاني: إيقاف مباراة واحدة (ستكون ضد منتخب نيجيريا) بسبب دخوله في مشاجرة بعد مباراته ضد منتخب كوريا الجنوبية، 18 يونيو 2013.[98][99]
- فريدي جوارين: إيقاف مباراة واحدة (ستكون ضد منتخب اليونان) بعدما طُردَ (بطاقتين صفراء) ضد منتخب البارغواي، بسبب تدخله العنيف، 15 أكتوبر 2013.[98][100]
- ماريو ماندجوكيتش: إيقاف مباراة واحدة (ستكون ضد منتخب البرازيل) بعدما طُردَ بعد تدخله العنيف ضد منتخب آيسلندا، 19 نوفمبر 2013.[98][100]
- جوسيب سيمونيتش: إيقاف لعشر مباريات بسبب هتافات مؤيدة للنازية، احتفالاً بتأهلهم، بعد مباراتهم ضد منتخب آيسلندا، وسوف يغيب عن البطولة بأكملها، 19 نوفمبر 2013.[98][101][102][103]

## نظام البطولة
بطولة كأس العالم 2014 تضم 32 منتخباً من قارات العالم الست. تتنافس هذه المنتخبات لمدة شهر كامل في أرض الدولة المضيفة لنيل شرف الفوز بلقب البطولة. المرحلة الأولى من المنافسات تبدأ بدور المجموعات. ويتكون دور المجموعات من 8 مجموعات، ويلعب كل أربعة منتخبات في مجموعة، يتأهل بطلها ووصيفة إلى الدور المقبل. ويتم تقسم المنتخبات المشاركة على أربعة مستويات بالاعتماد على تصنيف الفيفا العالمي للمنتخبات وطبقا لمعايير رياضية وجغرافية. ومنذ عام 1998 تم إقرار بعض القواعد في تقسيم المنتخبات، ومنها ما نص على عدم وقوع أكثر من فريقين أوروبيين في مجموعة واحدة كما تنص على عدم وقوع أكثر من فريق واحد من كل اتحاد قاري آخر في مجموعة واحدة، لتجنيب منتخبات القارة الواحدة من المواجهة المبكرة في مجموعة واحدة. وبسبب عدم تساوي المنتخبات في الأوعية الأربعة.
يخوض كل منتخب 3 مباريات في دور المجموعات ضد الفرق الأخرى في نفس المجموعة. وتلعب الجولة الأخيرة في المجموعة بتوقيت واحد للحفاظ على العدل بين جميع الفرق الأربعة. أكثر فريقين حصداً للنقاط يتأهلان للدور المقبل. ومنذ عام 1994 تستخدم النقاط لترتيب الفرق ضمن المجموعة، فيتم منح ثلاث نقاط للفوز، واحدة للتعادل ولا شيء للخسارة، بعدما كان في السابق يحصل الفائز على نقطتين فقط. وفي حالة تساوي النقاط يتم تطبيق قوانين الفيفا التالية:
| ترتيب الفرق المشاركة في مرحلة المجموعات يكون على النحو التالي: 1. النقاط التي تم الحصول عليها. 2. فارق الأهداف المسجلة والمتلقاة لكل فريق. 3. أكثر الفرق تسجيلا للأهداف. | في حال استمرار التعادل بين فريقين أو أكثر، يكون الترتيب على النحو التالي: 1. النقاط التي حصل عليها الفريق في المباريات بين الفرق المعنية. 2. فارق الاهداف الناتجة عن مباريات المجموعة بين الفرق المعنية. 3. أكبر عدد من الأهداف المسجلة في جميع مباريات المجموعة بين الفرق المعنية. 4. سحب القرعة من قبل اللجنة المنظمة للفيفا. |

تضم مرحلة خروج المغلوب المنتخبات الستة عشر التي تأهلت من مرحلة المجموعات في البطولة. هناك أربع أدوار من هذه المرحلة، مع كل دور يتم الإقصاء على نصف عدد الفرق التي دخلت تلك المرحلة. الأدوار المتتالية هي دور الستة عشر، الدور ربع النهائي، ونصف النهائي، والمباراة النهائية. وكان هناك أيضا مباراة فاصلة لتحديد أصاحب المركز الثالث والرابع. أي تعادل في كل مباراة من مرحلة خروج المغلوب بعد لعب 90 دقيقة يعقبها ثلاثون دقيقة من الوقت الإضافي؛ وإذا بقيت النتيجة متعادلة، تم الاحتكام إلى ضربات ترجيحية لتحديد الفريق المتأهل إلى الدور المقبل.

## المباريات

### مرحلة المجموعات
| البطل المركز الثاني | المركز الثالث المركز الرابع | ربع النهائي دور ال 16 | دور المجموعات |

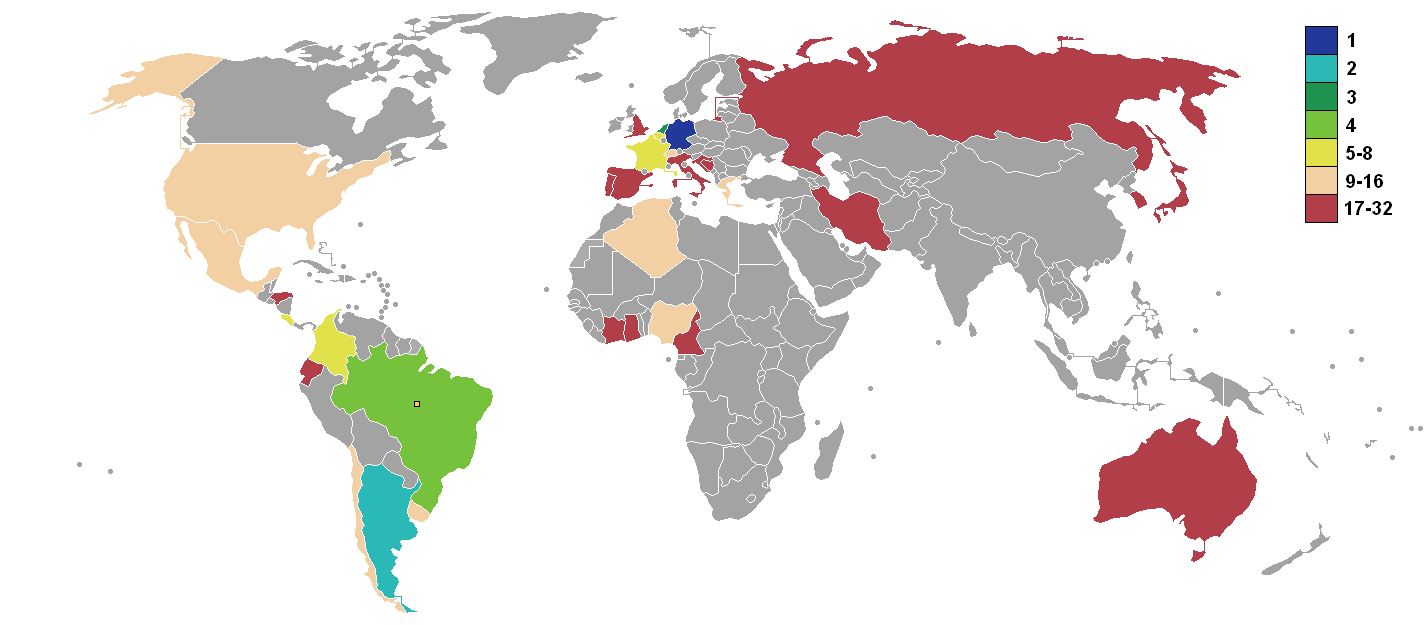
البطل
المركز الثاني
المركز الثالث
المركز الرابع
ربع النهائي
دور ال 16
دور المجموعات

تم الإعلان عن جدول مباريات البطولة بمقر الفيفا في زيوريخ، سويسرا يوم 20 أكتوبر 2011، وتم تأكيد مواعيد انطلاق المباريات في 27 سبتمبر 2012.
جميع الأوقات المذكورة في الأسفل حسب توقيت برازيليا (ت ع م−03) في عشر ملاعب من أصل اثنا عشر ملعباً. أما الأوقات المذكورة للمباريات التي لعبت في مدينتي ماناوس وكويابا فحسب توقيت الأمازون (ت ع م−04).
| مفاتيح الألوان في جدول الترتيب | مفاتيح الألوان في جدول الترتيب                                                             |
| ------------------------------ | ------------------------------------------------------------------------------------------ |
|                                | اللون الأخضر يشير إلى الفرق الفائزة وثواني المجموعات التي استطاعت الصعود إلى دور الستة عشر |
|                                | اللون الأحمر يشر إلى الفرق التي لم تستطيع الصعود لدور الستة عشر                            |

#### المجموعة الأولى
| فريق      | لعب | ف | ت | خ | له | عليه | ف.أ | نقاط |
| --------- | --- | - | - | - | -- | ---- | --- | ---- |
| البرازيل  | 3   | 2 | 1 | 0 | 7  | 2    | 5+  | 7    |
| المكسيك   | 3   | 2 | 1 | 0 | 4  | 1    | 3+  | 7    |
| كرواتيا   | 3   | 1 | 0 | 2 | 6  | 6    | 0   | 3    |
| الكاميرون | 3   | 0 | 0 | 3 | 1  | 9    | 8−  | 0    |

| البرازيل                              | 3–1   | كرواتيا            |
| ------------------------------------- | ----- | ------------------ |
| نيمار 29'، 71' (ركلة.) · أوسكار 90+1' | تقرير | مارسيلو 11' (ه.ذ.) |

| المكسيك     | 1–0   | الكاميرون |
| ----------- | ----- | --------- |
| بيرالتا 61' | تقرير |           |

| البرازيل | 0–0   | المكسيك |
| -------- | ----- | ------- |
|          | تقرير |         |

| الكاميرون | 0–4   | كرواتيا                                           |
| --------- | ----- | ------------------------------------------------- |
|           | تقرير | - أوليتش 11' - بيريشيتش 48' - ماندجوكيتش 61'، 73' |

| الكاميرون | 1–4   | البرازيل                                   |
| --------- | ----- | ------------------------------------------ |
| ماتيب 26' | تقرير | نيمار 17'، 35' · فريد 49' · فرناندينيو 84' |

| كرواتيا      | 1–3   | المكسيك                                   |
| ------------ | ----- | ----------------------------------------- |
| بيريشيتش 87' | تقرير | ماركيز 72' · غواردادو 75' · تشيشاريتو 82' |

#### المجموعة الثانية
| فريق     | لعب | ف | ت | خ | له | عليه | ف.أ | نقاط |
| -------- | --- | - | - | - | -- | ---- | --- | ---- |
| هولندا   | 3   | 3 | 0 | 0 | 10 | 3    | 7+  | 9    |
| تشيلي    | 3   | 2 | 0 | 1 | 5  | 3    | 2+  | 6    |
| إسبانيا  | 3   | 1 | 0 | 2 | 4  | 7    | 3−  | 3    |
| أستراليا | 3   | 0 | 0 | 3 | 3  | 9    | 6−  | 0    |

| إسبانيا                | 5-1   | هولندا                                          |
| ---------------------- | ----- | ----------------------------------------------- |
| ألونسو 27' (ركلة جزاء) | تقرير | فان بيرسي 44'، 72' · روبن 53'، 80' · دي فري 64' |

| تشيلي                                                   | 1-3   | أستراليا       |
| ------------------------------------------------------- | ----- | -------------- |
| أليكسيس سانشيز 12.' · فالديفيا 14' · جان بوسيجور 90+2.' | تقرير | تيم كاهيل 35.' |

| إسبانيا | 2-0   | تشيلي                                    |
| ------- | ----- | ---------------------------------------- |
|         | تقرير | إدواردو فارغاس 20' · تشارلز ارانغويز 43' |

| أستراليا                                     | 3-2   | هولندا                                     |
| -------------------------------------------- | ----- | ------------------------------------------ |
| تيم كاهيل 21' · مايل جيديناك 54' (ركلة جزاء) | تقرير | روبن 20' · فان بيرسي 58' · ممفيس ديباي 68' |

| أستراليا | 3-0   | إسبانيا                                           |
| -------- | ----- | ------------------------------------------------- |
|          | تقرير | دافيد فيا 36' · فرناندو توريس 69' · خوان ماتا 82' |

| هولندا                            | 0-2   | تشيلي |
| --------------------------------- | ----- | ----- |
| ليروي فير 77' · ممفيس ديباي 90+2' | تقرير |       |

#### المجموعة الثالثة
| فريق       | لعب | ف | ت | خ | له | عليه | ف.أ | نقاط |
| ---------- | --- | - | - | - | -- | ---- | --- | ---- |
| كولومبيا   | 3   | 3 | 0 | 0 | 9  | 2    | 7+  | 9    |
| اليونان    | 3   | 1 | 1 | 1 | 2  | 4    | 2−  | 4    |
| ساحل العاج | 3   | 1 | 0 | 2 | 4  | 5    | 1−  | 3    |
| اليابان    | 3   | 0 | 1 | 2 | 2  | 6    | 4−  | 1    |

| كولومبيا                                                     | 0-3   | اليونان |
| ------------------------------------------------------------ | ----- | ------- |
| بابلو أرميرو 5' · تيوفيلو غوتييريز 58' · جيمس رودريغيز 90+3' | تقرير |         |

| ساحل العاج                      | 1-2   | اليابان          |
| ------------------------------- | ----- | ---------------- |
| ويلفريد بوني 64' · جيرفينهو 66' | تقرير | كيسوكي هوندا 16' |

| ساحل العاج   | 1 - 2 | كولومبيا                              |
| ------------ | ----- | ------------------------------------- |
| جيرفينهو 73' | تقرير | جيمس رودريغيز 64' · خوان كوينتيرو 70' |

| اليابان | 0-0   | اليونان |
| ------- | ----- | ------- |
|         | تقرير |         |

| اليابان              | 1 - 4 | كولومبيا                                                                 |
| -------------------- | ----- | ------------------------------------------------------------------------ |
| شينجي أوكازاكي 45+1' | تقرير | خوان كوادرادو 17' (ركلة.) · جاكسون مارتينيز 55'، 82' · جيمس رودريغيز 90' |

| اليونان                                            | 2 - 1 | ساحل العاج       |
| -------------------------------------------------- | ----- | ---------------- |
| أندرياس ساماريس 42' · جورجوس ساماراس 90+3' (ركلة.) | تقرير | ويلفريد بوني 74' |

#### المجموعة الرابعة
| فريق       | لعب | ف | ت | خ | له | عليه | ف.أ | نقاط |
| ---------- | --- | - | - | - | -- | ---- | --- | ---- |
| كوستاريكا  | 3   | 2 | 1 | 0 | 4  | 1    | 3+  | 7    |
| الأوروغواي | 3   | 2 | 0 | 1 | 4  | 4    | 0   | 6    |
| إيطاليا    | 3   | 1 | 0 | 2 | 2  | 3    | 1−  | 3    |
| إنجلترا    | 3   | 0 | 1 | 2 | 2  | 4    | 2−  | 1    |

| الأوروغواي       | 1 - 3 | كوستاريكا                           |
| ---------------- | ----- | ----------------------------------- |
| كافاني 24' (pen) | تقرير | كامبل 54' · دوراتي 57' · أورينا 84' |

| إنجلترا     | 1 - 2 | إيطاليا                     |
| ----------- | ----- | --------------------------- |
| ستوريدج 37' | تقرير | ماركيزيو 35' · بالوتيلي 50' |

| الأوروغواي           | 2 - 1 | إنجلترا       |
| -------------------- | ----- | ------------- |
| لويس سواريز 39'، 85' | تقرير | واين روني 75' |

| إيطاليا | 1-0   | كوستاريكا      |
| ------- | ----- | -------------- |
|         | تقرير | براين رويز 44' |

| إيطاليا | 1-0   | الأوروغواي      |
| ------- | ----- | --------------- |
|         | تقرير | دييغو غودين 81' |

| كوستاريكا | 0-0   | إنجلترا |
| --------- | ----- | ------- |
|           | تقرير |         |

#### المجموعة الخامسة
| فريق      | لعب | ف | ت | خ | له | عليه | ف.أ | نقاط |
| --------- | --- | - | - | - | -- | ---- | --- | ---- |
| فرنسا     | 3   | 2 | 1 | 0 | 8  | 2    | 6+  | 7    |
| سويسرا    | 3   | 2 | 0 | 1 | 7  | 6    | 1+  | 6    |
| الإكوادور | 3   | 1 | 1 | 1 | 3  | 3    | 0   | 4    |
| هندوراس   | 3   | 0 | 0 | 3 | 1  | 8    | 7−  | 0    |

| سويسرا                                   | 1-2   | الإكوادور         |
| ---------------------------------------- | ----- | ----------------- |
| ادمير محمدي 48' · هاريس سيفيروفيتش 90+3' | تقرير | إينير فالنسيا 22' |

| فرنسا                                                  | 0-3   | هندوراس |
| ------------------------------------------------------ | ----- | ------- |
| بنزيما 45' · فالاداريس 48' (o.g.) · بنزيما 72' (ركلة.) | تقرير |         |

| سويسرا                        | 5-2   | فرنسا                                                                       |
| ----------------------------- | ----- | --------------------------------------------------------------------------- |
| جمايلي 81' · غرانيت تشاكا 87' | تقرير | جيرو 17' · ذماتويدي 18' · ماثيو فالبوينا 40' · بنزيما 67' · موسى سيسوكو 73' |

| هندوراس          | 2-1   | الإكوادور              |
| ---------------- | ----- | ---------------------- |
| كارلو كوستلي 31' | تقرير | إينير فالنسيا 34'، 65' |

| هندوراس | 3-0   | سويسرا                              |
| ------- | ----- | ----------------------------------- |
|         | تقرير | شاكيري 6' · شاكيري 31' · شاكيري 71' |

| الإكوادور | 0-0   | فرنسا |
| --------- | ----- | ----- |
|           | تقرير |       |

#### المجموعة السادسة
| فريق            | لعب | ف | ت | خ | له | عليه | ف.أ | نقاط |
| --------------- | --- | - | - | - | -- | ---- | --- | ---- |
| الأرجنتين       | 3   | 3 | 0 | 0 | 6  | 3    | 3+  | 9    |
| نيجيريا         | 3   | 1 | 1 | 1 | 3  | 3    | 0   | 4    |
| البوسنة والهرسك | 3   | 1 | 0 | 2 | 4  | 4    | 0   | 3    |
| إيران           | 3   | 0 | 1 | 2 | 1  | 4    | 3−  | 1    |

| الأرجنتين                                  | 1-2   | البوسنة والهرسك     |
| ------------------------------------------ | ----- | ------------------- |
| سياد كولاسيناك 3' (o.g.) · ليونيل ميسي 65' | تقرير | وداد إيبيشيفيتش 84' |

| إيران | 0-0   | نيجيريا |
| ----- | ----- | ------- |
|       | تقرير |         |

| الأرجنتين         | 0-1   | إيران |
| ----------------- | ----- | ----- |
| ليونيل ميسي 90+1' | تقرير |       |

| نيجيريا        | 0-1   | البوسنة والهرسك |
| -------------- | ----- | --------------- |
| أوديموينغي 29' | تقرير |                 |

| نيجيريا      | 3-2   | الأرجنتين                 |
| ------------ | ----- | ------------------------- |
| موسى 4'، 47' | تقرير | ميسي 3'، 45+1' · روخو 50' |

| البوسنة والهرسك                                              | 1-3   | إيران              |
| ------------------------------------------------------------ | ----- | ------------------ |
| إدين دجيكو 23' · ميراليم بيانيتش 59' · افدييا فرساييفيتش 83' | تقرير | رضا قوجان نجاد 82' |

#### المجموعة السابعة
| فريق             | لعب | ف | ت | خ | له | عليه | ف.أ | نقاط |
| ---------------- | --- | - | - | - | -- | ---- | --- | ---- |
| ألمانيا          | 3   | 2 | 1 | 0 | 7  | 2    | 5+  | 7    |
| الولايات المتحدة | 3   | 1 | 1 | 1 | 4  | 4    | 0   | 4    |
| البرتغال         | 3   | 1 | 1 | 1 | 4  | 7    | 3−  | 4    |
| غانا             | 3   | 0 | 1 | 2 | 4  | 6    | 2−  | 1    |

| ألمانيا                                              | 0-4   | البرتغال |
| ---------------------------------------------------- | ----- | -------- |
| توماس مولر 12' (ركلة.)، 45+1'، 78' · ماتس هوميلس 32' | تقرير |          |

| غانا          | 2-1   | الولايات المتحدة                |
| ------------- | ----- | ------------------------------- |
| أندري أيو 82' | تقرير | كلينت ديمبسي 1' · جون بروكس 86' |

| ألمانيا               | 2-2   | غانا               |
| --------------------- | ----- | ------------------ |
| غوتزه 51' · كلوزه 71' | تقرير | آيو 54' · جيان 63' |

| الولايات المتحدة      | 2-2   | البرتغال               |
| --------------------- | ----- | ---------------------- |
| جونز 64' · ديمبسي 81' | تقرير | ناني 5' · فاريلا 90+5' |

| الولايات المتحدة | 1-0   | ألمانيا  |
| ---------------- | ----- | -------- |
|                  | تقرير | مولر 55' |

| البرتغال                     | 1-2   | غانا     |
| ---------------------------- | ----- | -------- |
| بوي 31' (o.g.) · رونالدو 80' | تقرير | جيان 57' |

#### المجموعة الثامنة
| فريق           | لعب | ف | ت | خ | له | عليه | ف.أ | نقاط |
| -------------- | --- | - | - | - | -- | ---- | --- | ---- |
| بلجيكا         | 3   | 3 | 0 | 0 | 4  | 1    | 3+  | 9    |
| الجزائر        | 3   | 1 | 1 | 1 | 6  | 5    | 1+  | 4    |
| روسيا          | 3   | 0 | 2 | 1 | 2  | 3    | 1−  | 2    |
| كوريا الجنوبية | 3   | 0 | 1 | 2 | 3  | 6    | 3−  | 1    |

| بلجيكا                   | 1-2   | الجزائر            |
| ------------------------ | ----- | ------------------ |
| فيلايني 70' · ميرتنز 80' | تقرير | فيغولي 25' (ركلة.) |

| روسيا        | 1-1   | كوريا الجنوبية |
| ------------ | ----- | -------------- |
| كيرجاكوف 74' | تقرير | إي غن هو 68'   |

| بلجيكا     | 0-1   | روسيا |
| ---------- | ----- | ----- |
| أوريغي 88' | تقرير |       |

| كوريا الجنوبية                     | 4-2   | الجزائر                                          |
| ---------------------------------- | ----- | ------------------------------------------------ |
| سون هيونغ مين 50' · غو جا تشول 72' | تقرير | سليماني 26' · حليش 28' · جابو 38' · إبراهيمي 62' |

| كوريا الجنوبية | 1-0   | بلجيكا       |
| -------------- | ----- | ------------ |
|                | تقرير | فيرتونغن 78' |

| الجزائر     | 1-1   | روسيا      |
| ----------- | ----- | ---------- |
| سليماني 60' | تقرير | كوكورين 6' |

### مرحلة خروج المغلوب
|  | دور الستة عشر             | دور الستة عشر           |                          |       | ربع النهائي   | ربع النهائي   |                     |                     | نصف النهائي | نصف النهائي |  |  | النهائي | النهائي |
|  |                           |                         |                          |       |               |               |                     |                     |             |             |  |  |         |         |
|  | 28 يونيو – بيلو هوريزونتي |                         |                          |       |               |               |                     |                     |             |             |  |  |         |         |
|  |                           |                         |                          |       |               |               |                     |                     |             |             |  |  |         |         |
|  | البرازيل (ر.ت)            | 1 (3)                   |                          |       |               |               |                     |                     |             |             |  |  |         |         |
|  | البرازيل (ر.ت)            | 1 (3)                   | 4 يوليو – فورتاليزا      |       |               |               |                     |                     |             |             |  |  |         |         |
|  | تشيلي                     | 1 (2)                   |                          |       |               |               |                     |                     |             |             |  |  |         |         |
|  | تشيلي                     | 1 (2)                   | البرازيل                 | 2     |               |               |                     |                     |             |             |  |  |         |         |
|  | 28 يونيو – ريو دي جانيرو  |                         | البرازيل                 | 2     |               |               |                     |                     |             |             |  |  |         |         |
|  |                           | كولومبيا                | 1                        |       |               |               |                     |                     |             |             |  |  |         |         |
|  | كولومبيا                  | كولومبيا                | 1                        | 2     |               |               |                     |                     |             |             |  |  |         |         |
|  | كولومبيا                  |                         | 8 يوليو – بيلو هوريزونتي | 2     |               |               |                     |                     |             |             |  |  |         |         |
|  | الأوروغواي                | 0                       |                          |       |               |               |                     |                     |             |             |  |  |         |         |
|  | الأوروغواي                | 0                       | البرازيل                 | 1     |               |               |                     |                     |             |             |  |  |         |         |
|  | 30 يونيو – برازيليا       |                         | البرازيل                 | 1     |               |               |                     |                     |             |             |  |  |         |         |
|  |                           | ألمانيا                 | 7                        |       |               |               |                     |                     |             |             |  |  |         |         |
|  | فرنسا                     | ألمانيا                 | 7                        | 2     |               |               |                     |                     |             |             |  |  |         |         |
|  | فرنسا                     | 4 يوليو – ريو دي جانيرو |                          | 2     |               |               |                     |                     |             |             |  |  |         |         |
|  | نيجيريا                   | 0                       |                          |       |               |               |                     |                     |             |             |  |  |         |         |
|  | نيجيريا                   | 0                       | فرنسا                    | 0     |               |               |                     |                     |             |             |  |  |         |         |
|  | 30 يونيو – بورتو أليغري   |                         | فرنسا                    | 0     |               |               |                     |                     |             |             |  |  |         |         |
|  |                           | ألمانيا                 | 1                        |       |               |               |                     |                     |             |             |  |  |         |         |
|  | ألمانيا (و إ)             | ألمانيا                 | 1                        | 2     |               |               |                     |                     |             |             |  |  |         |         |
|  | ألمانيا (و إ)             |                         | 13 يوليو – ريو دي جانيرو | 2     |               |               |                     |                     |             |             |  |  |         |         |
|  | الجزائر                   | 1                       |                          |       |               |               |                     |                     |             |             |  |  |         |         |
|  | الجزائر                   | 1                       | ألمانيا (و إ)            | 1     |               |               |                     |                     |             |             |  |  |         |         |
|  | 29 يونيو – فورتاليزا      |                         | ألمانيا (و إ)            | 1     |               |               |                     |                     |             |             |  |  |         |         |
|  |                           | الأرجنتين               | 0                        |       |               |               |                     |                     |             |             |  |  |         |         |
|  | هولندا                    | الأرجنتين               | 0                        | 2     |               |               |                     |                     |             |             |  |  |         |         |
|  | هولندا                    | 5 يوليو – سالفادور      |                          | 2     |               |               |                     |                     |             |             |  |  |         |         |
|  | المكسيك                   | 1                       |                          |       |               |               |                     |                     |             |             |  |  |         |         |
|  | المكسيك                   | 1                       | هولندا (ر.ت)             | 0 (4) |               |               |                     |                     |             |             |  |  |         |         |
|  | 29 يونيو – ريسيفي         |                         | هولندا (ر.ت)             | 0 (4) |               |               |                     |                     |             |             |  |  |         |         |
|  |                           | كوستاريكا               | 0 (3)                    |       |               |               |                     |                     |             |             |  |  |         |         |
|  | كوستاريكا (ر.ت)           | كوستاريكا               | 0 (3)                    | 1 (5) |               |               |                     |                     |             |             |  |  |         |         |
|  | كوستاريكا (ر.ت)           |                         | 9 يوليو – ساوباولو       | 1 (5) |               |               |                     |                     |             |             |  |  |         |         |
|  | اليونان                   | 1 (3)                   |                          |       |               |               |                     |                     |             |             |  |  |         |         |
|  | اليونان                   | 1 (3)                   | هولندا                   | 0 (2) |               |               |                     |                     |             |             |  |  |         |         |
|  | 1 يوليو – ساوباولو        |                         | هولندا                   | 0 (2) |               |               |                     |                     |             |             |  |  |         |         |
|  |                           | الأرجنتين (ر.ت)         | 0 (4)                    |       | المركز الثالث | المركز الثالث |                     |                     |             |             |  |  |         |         |
|  | الأرجنتين (و إ)           | الأرجنتين (ر.ت)         | 0 (4)                    | 1     | المركز الثالث | المركز الثالث |                     |                     |             |             |  |  |         |         |
|  | الأرجنتين (و إ)           | 5 يوليو – برازيليا      | 5 يوليو – برازيليا       | 1     |               |               | 12 يوليو – برازيليا | 12 يوليو – برازيليا |             |             |  |  |         |         |
|  | سويسرا                    | 5 يوليو – برازيليا      | 5 يوليو – برازيليا       | 0     |               |               | 12 يوليو – برازيليا | 12 يوليو – برازيليا |             |             |  |  |         |         |
|  | سويسرا                    | الأرجنتين               | 1                        | 0     | البرازيل      | 0             |                     |                     |             |             |  |  |         |         |
|  | 1 يوليو – سالفادور        | الأرجنتين               | 1                        |       | البرازيل      | 0             |                     |                     |             |             |  |  |         |         |
|  |                           | بلجيكا                  | 0                        |       | هولندا        | 3             |                     |                     |             |             |  |  |         |         |
|  | بلجيكا (و إ)              | بلجيكا                  | 0                        | 2     | هولندا        | 3             |                     |                     |             |             |  |  |         |         |
|  | بلجيكا (و إ)              |                         |                          | 2     |               |               |                     |                     |             |             |  |  |         |         |
|  | الولايات المتحدة          | 1                       |                          |       |               |               |                     |                     |             |             |  |  |         |         |
|  | الولايات المتحدة          | 1                       |                          |       |               |               |                     |                     |             |             |  |  |         |         |

#### دور الستة عشر
| البرازيل | 1–1 (ب.و.إ.) | تشيلي      |
| -------- | ------------ | ---------- |
| لويز 16' | تقرير        | 32' سانشيز |

| كولومبيا          | 0-2   | الأوروغواي |
| ----------------- | ----- | ---------- |
| رودريغيز 28' (50) | تقرير |            |

| هولندا                                           | 1-2   | المكسيك     |
| ------------------------------------------------ | ----- | ----------- |
| ويسلي سنايدر 88' · كلاس يان هونتيلار 90' (ركلة.) | تقرير | جيوفاني 48' |

| كوستاريكا | 1-1 (ب.و.إ.) | اليونان            |
| --------- | ------------ | ------------------ |
| رويز 52'  | تقرير        | 91' باباستاثوبولوس |

| فرنسا                         | 0-2   | نيجيريا |
| ----------------------------- | ----- | ------- |
| بوغبا 79' · يوبو 90+1' (o.g.) | تقرير |         |

| ألمانيا                | 1-2 (ب.و.إ.) | الجزائر                |
| ---------------------- | ------------ | ---------------------- |
| شورله 92' · أوزيل 120' | تقرير        | عبد المؤمن جابو 1+120' |

| الأرجنتين     | 0-1 (ب.و.إ.) | سويسرا |
| ------------- | ------------ | ------ |
| دي ماريا 118' | تقرير        |        |

| بلجيكا                     | 1-2 (ب.و.إ.) | الولايات المتحدة |
| -------------------------- | ------------ | ---------------- |
| دي بروين 93' · لوكاكو 105' | تقرير        | جرين 107'        |

#### دور ربع النهائي
| فرنسا | 1-0   | ألمانيا   |
| ----- | ----- | --------- |
|       | تقرير | هوملز 13' |

| البرازيل            | 1-2   | كولومبيا     |
| ------------------- | ----- | ------------ |
| سيلفا 7' · لويز 69' | تقرير | 80' رودريغيز |

| الأرجنتين  | 0-1   | بلجيكا |
| ---------- | ----- | ------ |
| هيغواين 8' | تقرير |        |

| هولندا | 0-0 (ب.و.إ.) | كوستاريكا |
| ------ | ------------ | --------- |
|        | تقرير        |           |

#### دور نصف النهائي
| البرازيل   | 7-1   | ألمانيا                                                           |
| ---------- | ----- | ----------------------------------------------------------------- |
| أوسكار 90' | تقرير | مولر 11' · كلوزه 23' · كروس 24'، 26' · خضيرة 29' · شورله 69'، 79' |

| هولندا | 0-0 (ب.و.إ.) | الأرجنتين |
| ------ | ------------ | --------- |
|        | تقرير        |           |

#### مباراة المركز الثالث
| البرازيل | 3-0   | هولندا                                            |
| -------- | ----- | ------------------------------------------------- |
|          | تقرير | فان بيرسي 3' (ركلة.) · بليند 17' · فينالدوم 90+1' |

### النهائي

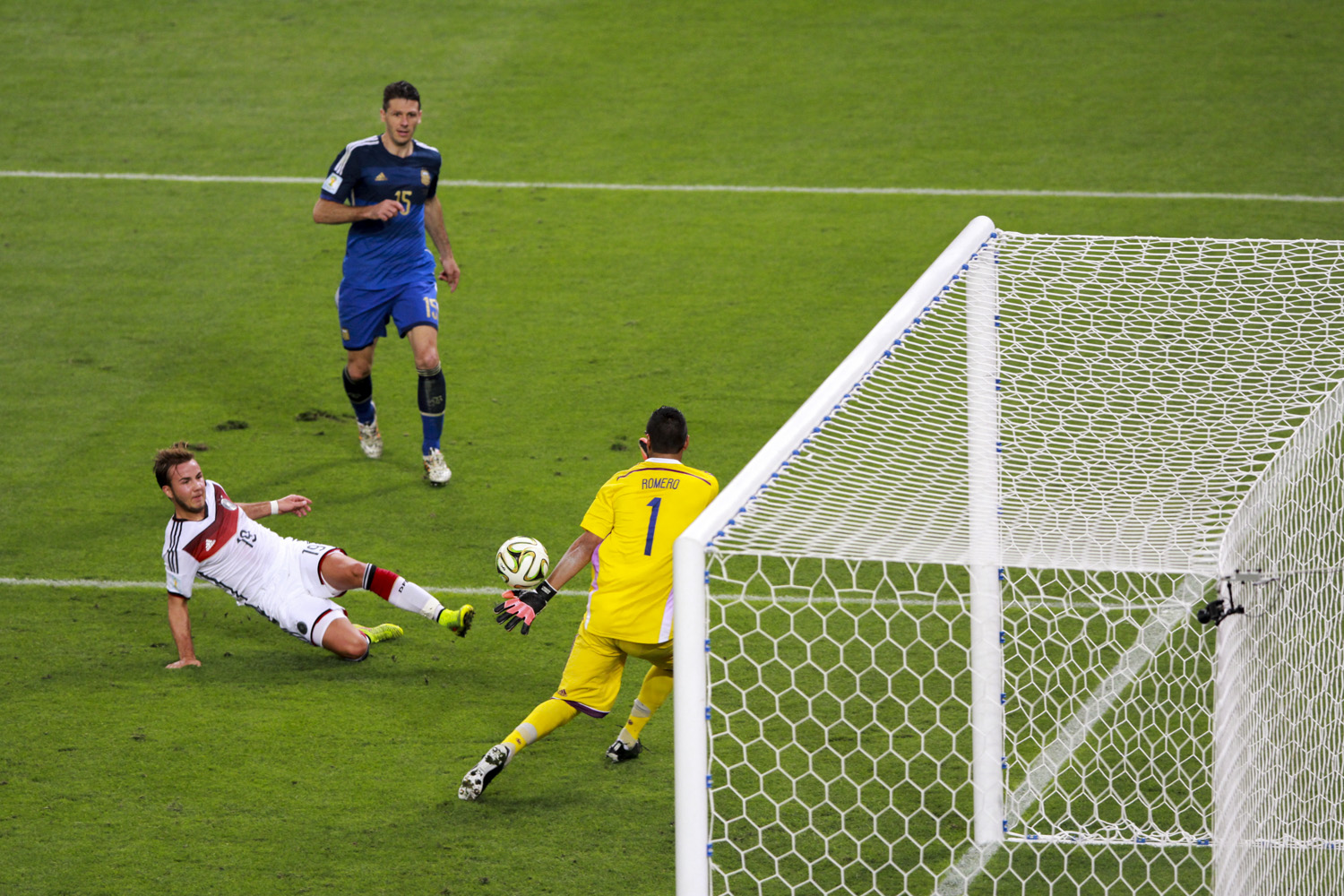
هدف ماريو غوتزه في مرمى الحارس سيرخيو روميرو

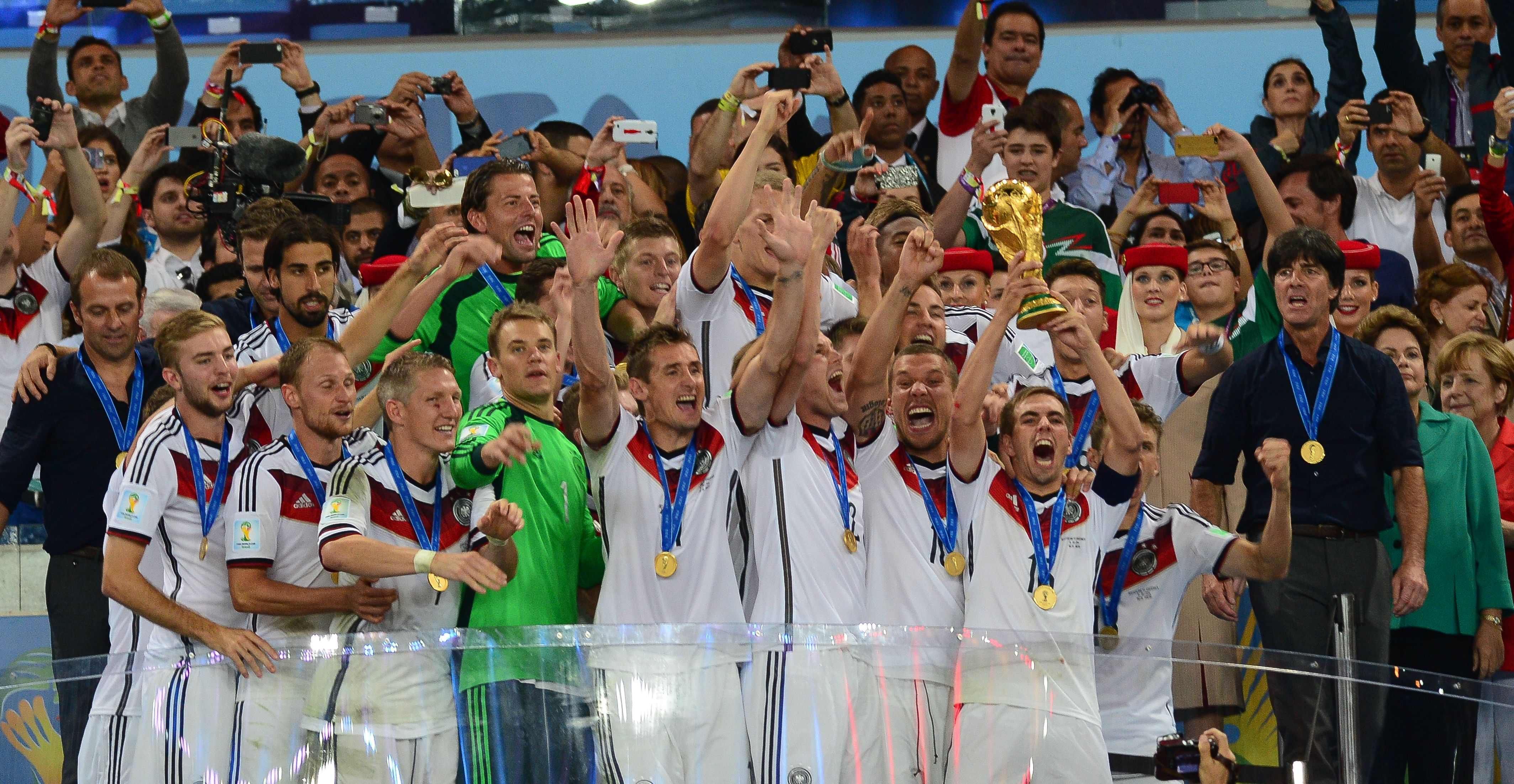
حفل تتويج ألمانيا بطلة للعالم 2014 - لام يحمل الكأس

تواجه الفريقان في بطولة العالم سابقًا ست مرات. فازت ألمانيا ثلاث مرات في الوقت الأصلي، بما في ذلك المباراة النهائية لكأس 1990، وانتهت بالتعادل في مباراتين، فازت ألمانيا في إحداها بركلات الترجيح. الفوز الوحيد للأرجنتين كان في المباراة النهائية لكأس 1986. أما في المباريات الودية فكان من نصيب الأرجنتين، فقد فاز في عدة لقاءات ضد ألمانيا. أصبح هذا اللقاء هو المباراة النهائية الثالثة بين المنتخبين، وهو أكبر عدد من اللقاءات بين منتخبين في نهائي كأس العالم. أقيم نهائي كأس العالم 2014 بين منتخب ألمانيا ومنتخب الأرجنتين على ملعب ماراكانا الشهير وبحضور 75 ألف متفرج، في تكرار لنهائي كأس العالم 1986 وكأس العالم 1990. استطاع منتخب ألمانيا التغلب على منتخب الأرجنتين بنتيجة بهدف نظيف سجله ماريو غوتزه في الدقيقة 113 من الشوط الإضافي الثاني، ويصبح بذلك أول بديل يسجل في نهائي كأس العالم، مانحاً منتخب بلاده رابع لقب عالمي، ليعادل رقم المنتخب الإيطالي. أيضاً في تلك البطولة استطاع الألماني ميروسلاف كلوزه من كسر رقم البرازيلي رونالدو بعدما سجل هدف رقم 16 في نهائيات كأس العالم، ويصبح بذلك أكثر من سجل في تاريخ المسابقة.
| نهائي كأس العالم13 يوليو 201416:00 (ت ع م-3)\| ألمانيا \| 1 - 0 (ب.و.إ.) \| الأرجنتين \| \| ---------- \| -------------- \| --------- \| \| غوتزه 113' \| التقرير \| \|ملعب ماراكانا، ريو دي جانيروالحضور: 74٫738الحكم: نيكولا ريتزولي |                |           |
| ألمانيا | 1 - 0 (ب.و.إ.) | الأرجنتين |
| غوتزه 113' | التقرير        |           |

| بطل كأس العالم 2014       |
| ------------------------- |
| · ألمانيا · للمرة الرابعة |

| الوصيف    | المركز الثالث | المركز الرابع |
| --------- | ------------- | ------------- |
| الأرجنتين | هولندا        | البرازيل      |

## الإحصائيات

### ترتيب الهدافين

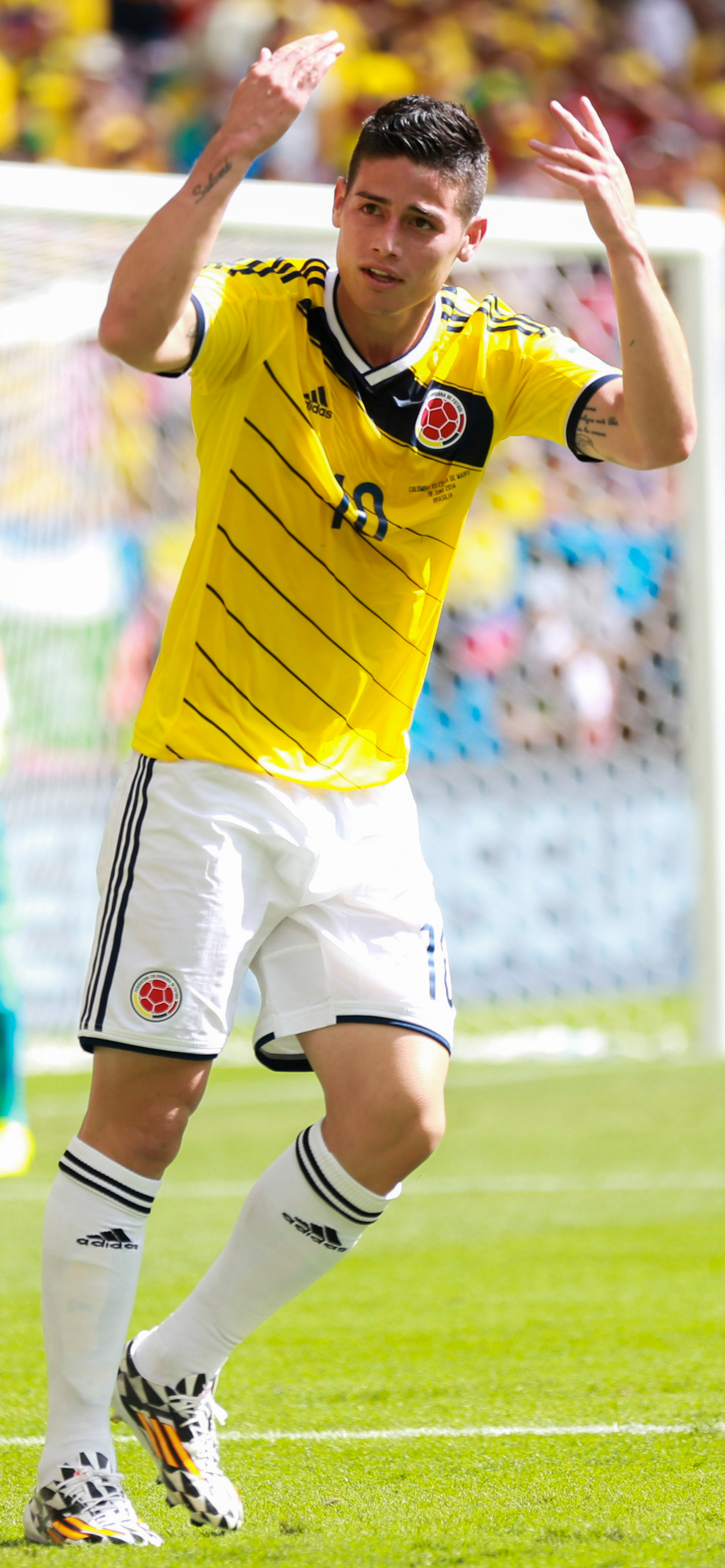
خاميس رودريغيز هداف البطولة برصيد 6 أهداف

عدد الأهداف المُسجلة  171 هدفًا  في 64 مباراة، بمتوسط 2.67 هدفًا في المباراة الواحدة.
6 أهداف
- خاميس رودريغيز

5 أهداف
- توماس مولر

4 أهداف
- ليونيل ميسي
- نيمار
- روبين فان بيرسي

3 أهداف
- أندريه شورله
- إينر فالنسيا
- كريم بنزيما
- آريين روبن
- شيردان شاكيري

هدفان
- عبد المؤمن جابو
- إسلام سليماني
- ميروسلاف كلوزه
- ماريو غوتزه
- ماتس هوميلس
- توني كروس
- تيم كاهيل
- دافيد لويز
- أوسكار
- أليكسيس سانشيز
- جاكسون مارتينيز
- براين رويز
- ويلفريد بوني
- جيرفينيو
- ماريو ماندجوكيتش
- إيفان بيريشيتش
- كلينت ديمبسي
- أندريه آيو
- أسامواه جيان
- أحمد موسى
- ممفيس ديباي
- لويس سواريز

هدف
- ياسين إبراهيمي
- سفيان فيغولي
- رفيق حليش
- مسعود أوزيل
- سامي خضيره
- واين روني
- دانييل ستوريدج
- أنخيل دي ماريا
- غونزالو هيغواين
- ماركوس روخو
- ميلي يديناك
- كيفن دي بروين
- مروان فيلايني
- روميلو لوكاكو
- دريس ميرتنز
- ديفوك أوريغي
- يان فيرتونغن
- إدين دجيكو
- فيداد إبيشيفيتش
- ميراليم بيانيتش
- أفدييا فرسايفيتش
- فرناندينيو
- فريد
- تياغو سيلفا
- جويل ماتيب
- تشارلز أرانغويز
- جان بوسيجور
- خورخي فالديفيا
- إدواردو فارغاس
- بابلو أرميرو
- خوان كوادرادو
- تيوفيلو غوتييريز
- خوان كوينتيرو
- غو جا تشول
- لي كيون-هو
- سون هيونغ مين
- جويل كامبل
- أوسكار دوارتي
- ماركو أورينيا
- إيفيكا أوليتش
- تشابي ألونسو
- خوان ماتا
- فرناندو توريس
- دافيد فيا
- جون بروكس
- جوليان غرين
- جيرمين جونز
- أوليفييه جيرو
- بليز ماتويدي
- بول بوغبا
- موسى سيسوكو
- ماثيو فالبوينا
- سوكراتيس باباستاثوبولوس
- جورجوس ساماراس
- أندرياس ساماريس
- كارلو كوستلي
- رضا قوتشان نجاد
- ماريو بالوتيلي
- كلاوديو ماركيزيو
- كيسوكي هوندا
- شينجي أوكازاكي
- جيوفاني دوس سانتوس
- أندريس غواردادو
- تشيشاريتو
- رافاييل ماركيز
- أوريبي بيرالتا
- بيتر أوديموينغي
- ستيفان دي فري
- ليروي فير
- كلاس يان هونتيلار
- جورجينيو فينالدوم
- دالي بليند
- ويسلي سنايدر
- ناني
- كريستيانو رونالدو
- سيلفيستر فاريلا
- ألكساندر كيرجاكوف
- ألكساندر كوكورين
- بليريم جمايلي
- أدمير محمدي
- هاريس سيفيروفيتش
- غرانيت تشاكا
- إدينسون كافاني
- دييغو غودين

هدف ذاتي
- سياد كولاشيناتس (ضد الأرجنتين)
- مارسيلو (ضد كرواتيا)
- جون بوي (ضد البرتغال)
- نويل فالاداريس (ضد فرنسا)
- جوزيف يوبو (ضد فرنسا)

مصدر: 

### ترتيب صانعي الأهداف
4 أهداف
| - توني كروس | - خوان كوادرادو |  |

3 أهداف
| - أندريه شورله | - كريم بنزيما |  |

هدفان
| - توماس مولر - مسعود أوزيل - فيليب لام - خاميس رودريغيز - جويل أغويلار - أليكسيس سانشيز | - كيفين دي بروين - إدين هازار - جويل كامبل - ماثيو فالبوينا - والتر أيوفي - دالي بليند | - داريل يانمات - غراهام سوزي - جوسيب دريمتش - سيرج أورييه |

هدف واحد
| - ياسين إبراهيمي - سفيان فغولي - عبد المؤمن جابو - إسلام سليماني - كارل مجاني - أنخل دي ماريا - غونزالو هيغواين - ليونيل ميسي - ماركوس روخو - إيزكييل غاراي - رايان مكغووان - تومي أور - روميلو لوكاكو - ديفوك أوريغي - إدين دجيكو - سيناد لوليتش - ميراليم بيانيتش - تينو سفن سوشتيش - دافيد لويز - تياغو سيلفا - لويس غوستافو دياز - دانتي بونفيم كوستا سانتوس - مارسيلو فييرا دا سيلفا جونيور - نيمار - أوسكار - آلان نيوم - تشارلز أرانغويز - ماوريسيو بينيا | - إدواردو فارغاس - خورخي فالديفيا - أدريان راموس - تيوفيلو غوتييريز - جونيور دياز - كريستيان جامبوا - كريستيان بولانيوس - إدواردو دا سيلفا - إيفان بيريشيتش - دانييل برانيتش - إيفان راكيتيتش - نيكيتسا ييلافيتش - خوان كارلوس باريديس - واين روني - غلين جونسون - بول بوغبا - ماثيو ديبوتشي - سامي خضيره - بينيديكت هوفيديس - كوادو أسامواه - أسامواه جيان - سولي علي مونتاري - جون بوي - جورجوس ساماراس - ثيوفانيس غيكاس - برايان بيكيليس - جواد نكونام - أنطونيو كاندريفا | - أندريا بيرلو - جيرفينيو - كيسوكي هوندا - يوتو ناغاتومو - جيوفاني دوس سانتوس - رافاييل ماركيز - هيكتور هيريرا - ممفيس ديباي - آريين روبن - كلاس يان هونتيلار - ويسلي سنايدر - إيمانويل إمينيكي - ميشيل باباتوندي - كريستيانو رونالدو - ميغيل فيلوسو - دميتري كومباروف - لي كيون-هو - يون سوك يونغ - خوان فرانشيسكو توريس - سيسك فابريغاس - أندريس إنييستا - غوخان إينلر - أدمير محمدي - ريكاردو رودريغيز - مايكل برادلي - إدينسون كافاني - فيرناندو موسليرا - جاستون راميريز |

### الإنضباط
أبرز حالة تأديبية في البطولة كانت من نصيب الأوروغوياني لويس سواريز، حيث أصدر بحقة الاتحاد الدولي لكرة القدم عقوبة غليظة، بعدما قام بعض المدافع الإيطالي جورجيو كيلليني في بطولة كأس العالم لكرة القدم 2014. حيث تشتمل العقوبة منع سواريز من أي نشاط رياضي لمدة 4 أشهر (لغاية 26 أكتوبر)، كما أنه ممنوع من دخول ملاعب كرة القدم، حتى وإن كان من ضمن الجمهور المشاهد. وتم تغيرمه أيضاً 100 ألف فرنك سويسري.

### جوائز اللاعبين
| قدمت الجوائز التالية في ختام البطولة: \| الجائزة \| الفائز \| المرشحين \| \| ------------- \| ------------------------------------------------------------------------------------------------------------------------ \| ---------------------------------------------------------------------------------------- \| \| الكرة الذهبية \| ليونيل ميسي · توماس مولر · آريين روبن \| أنخل دي ماريا خاميس رودريغيز خافيير ماسكيرانو ماتس هوميلس نيمار فيليب لام توني كروس[125] \| \| الحذاء الذهبي \| خاميس رودريغيز(6 أهداف، تمريرتين حاسمتين) · توماس مولر (5 أهداف، 3 تمريرات حاسمة) · نيمار (4 أهداف، 1 تمريرة حاسمة)[126] \| \| \| القفاز الذهبي \| مانويل نوير \| كيلور نافاس سيرجيو روميرو[127] \| \| أفضل لاعب شاب \| بول بوغبا \| ممفيس ديباي رافائيل فاران[128] \| \| اللعب النظيف \| كولومبيا \| \| | خاميس رودريغيز (يسار) هداف كأس العالم برصيد 6 أهداف مانويل نوير الفائز بجائزة القفاز الذهبي. بول بوغبا الفائز بجائزة أفضل لاعب ناشئ ليونيل ميسي الفائز بجائزة الكرة الذهبة. |                                                                                     |
| الجائزة | الفائز | المرشحين                                                                            |
| الكرة الذهبية | ليونيل ميسي · توماس مولر · آريين روبن | أنخل دي ماريا خاميس رودريغيز خافيير ماسكيرانو ماتس هوميلس نيمار فيليب لام توني كروس |
| الحذاء الذهبي | خاميس رودريغيز(6 أهداف، تمريرتين حاسمتين) · توماس مولر (5 أهداف، 3 تمريرات حاسمة) · نيمار (4 أهداف، 1 تمريرة حاسمة)                                                         |                                                                                     |
| القفاز الذهبي | مانويل نوير | كيلور نافاس سيرجيو روميرو                                                           |
| أفضل لاعب شاب | بول بوغبا | ممفيس ديباي رافائيل فاران                                                           |
| اللعب النظيف | كولومبيا |                                                                                     |

### فريق البطولة
تم اختيار هذه التشكيلة بالاعتماد على مؤشر كاسترول للإحصاء، فتم أخذ أفضل لاعب في كل مركز بعدما تم جمع جميع البيانات وتحليلها (توني كروس هو صاحب أعلى تقييم بين اللاعبين):
| حراس                  | مدافعين                                                                                     | لاعبو الوسط                                                                         | المهاجمين                                |
| --------------------- | ------------------------------------------------------------------------------------------- | ----------------------------------------------------------------------------------- | ---------------------------------------- |
| مانويل نوير (ألمانيا) | ماركوس روخو (الأرجنتين) ماتس هوميلس (ألمانيا) تياغو سيلفا (البرازيل) ستيفان دي فري (هولندا) | أوسكار (البرازيل) توني كروس (ألمانيا) فيليب لام (ألمانيا) خاميس رودريغيز (كولومبيا) | آريين روبن (هولندا) توماس مولر (ألمانيا) |

### فريق الإحلام
يتكون فريق النجوم من عدة لاعبين.
| حراس                  | مدافعين                                                                               | لاعبو الوسط                                                             | المهاجمين                                                     | المدرب               |
| --------------------- | ------------------------------------------------------------------------------------- | ----------------------------------------------------------------------- | ------------------------------------------------------------- | -------------------- |
| مانويل نوير (ألمانيا) | مارسيلو (البرازيل) ماتس هوميلس (ألمانيا) تياغو سيلفا (البرازيل) دافيد لويز (البرازيل) | أنخل دي ماريا (الأرجنتين) توني كروس (ألمانيا) خاميس رودريغيز (كولومبيا) | نيمار (البرازيل) ليونيل ميسي (الأرجنتين) توماس مولر (ألمانيا) | يواخيم لوف (ألمانيا) |

### الترتيب النهائي
في الترتيب الكامل للمنتخبات المشاركة في الكأس، يؤخذ بعين الاعتبار آخر مستوى بلغه المنتخب ومجموع النقاط المحصل عليها ثم فرق الأهداف وأخيرًا عدد الأهداف المسجلة.

نتائج المنتخبات المشاركة في كأس العالم 2014
البطل
الوصيف
المركز الثالث
المركز الرابع
دور ربع النهائي
دور ال 16
دور المجموعات

| البطل الوصيف | المركز الثالث المركز الرابع | دور ربع النهائي دور ال 16 | دور المجموعات |

ملحوظة: كما هو متعارف عليه، اللقاءات التي انتهت الأشواط الإضافية احتسبت كفوز و خسارة، بينما اللقاءات التي انتهت بركلات الترجيح تعتبر تعادلاً.
| ألمانيا                     | 7 | 6 | 1 | 0 | 18 | 4  | 14+ | 19 |
| الأرجنتين                   | 7 | 5 | 1 | 1 | 8  | 4  | 4+  | 16 |
| هولندا                      | 7 | 5 | 2 | 0 | 15 | 4  | 11+ | 17 |
| البرازيل                    | 7 | 3 | 2 | 2 | 11 | 14 | 3−  | 11 |
| تم إقصائهم بدور ربع النهائي |   |   |   |   |    |    |     |    |
| كولومبيا                    | 5 | 4 | 0 | 1 | 12 | 4  | 8+  | 12 |
| بلجيكا                      | 5 | 4 | 0 | 1 | 6  | 3  | 3+  | 12 |
| فرنسا                       | 5 | 3 | 1 | 1 | 10 | 3  | 7+  | 10 |
| كوستاريكا                   | 5 | 2 | 3 | 0 | 5  | 2  | 3+  | 9  |
| تم إقصائهم بدور ال 16       |   |   |   |   |    |    |     |    |
| تشيلي                       | 4 | 2 | 1 | 1 | 6  | 4  | 2+  | 7  |
| المكسيك                     | 4 | 2 | 1 | 1 | 5  | 3  | 2+  | 7  |
| سويسرا                      | 4 | 2 | 0 | 2 | 7  | 7  | 0   | 6  |
| الأوروغواي                  | 4 | 2 | 0 | 2 | 4  | 6  | 2−  | 6  |
| اليونان                     | 4 | 1 | 2 | 1 | 3  | 5  | 2−  | 5  |
| الجزائر                     | 4 | 1 | 1 | 2 | 7  | 7  | 0   | 4  |
| الولايات المتحدة            | 4 | 1 | 1 | 2 | 5  | 6  | 1−  | 4  |
| نيجيريا                     | 4 | 1 | 1 | 2 | 3  | 5  | 2−  | 4  |
| تم إقصائهم في دور المجموعات |   |   |   |   |    |    |     |    |
| الإكوادور                   | 3 | 1 | 1 | 1 | 3  | 3  | 0   | 4  |
| البرتغال                    | 3 | 1 | 1 | 1 | 4  | 7  | 3−  | 4  |
| كرواتيا                     | 3 | 1 | 0 | 2 | 6  | 6  | 0   | 3  |
| البوسنة والهرسك             | 3 | 1 | 0 | 2 | 4  | 4  | 0   | 3  |
| ساحل العاج                  | 3 | 1 | 0 | 2 | 4  | 5  | 1−  | 3  |
| إيطاليا                     | 3 | 1 | 0 | 2 | 2  | 3  | 1−  | 3  |
| إسبانيا                     | 3 | 1 | 0 | 2 | 4  | 7  | 3−  | 3  |
| روسيا                       | 3 | 0 | 2 | 1 | 2  | 3  | 1−  | 2  |
| غانا                        | 3 | 0 | 1 | 2 | 4  | 6  | 2−  | 1  |
| إنجلترا                     | 3 | 0 | 1 | 2 | 2  | 4  | 2−  | 1  |
| كوريا الجنوبية              | 3 | 0 | 1 | 2 | 3  | 6  | 3−  | 1  |
| إيران                       | 3 | 0 | 1 | 2 | 1  | 4  | 3−  | 1  |
| اليابان                     | 3 | 0 | 1 | 2 | 2  | 6  | 4−  | 1  |
| أستراليا                    | 3 | 0 | 0 | 3 | 3  | 9  | 6−  | 0  |
| هندوراس                     | 3 | 0 | 0 | 3 | 1  | 8  | 7−  | 0  |
| الكاميرون                   | 3 | 0 | 0 | 3 | 1  | 9  | 8−  | 0  |

## التسويق

### التذاكر
وفر الاتحاد الدولي لكرة القدم ما يقارب 3334524 تذكرة للبطولة، وزع أغلبها إلى الشركات الراعية، والعملاء والضيوف، وكبار الشخصيات. بينما تم بيع 1.1 مليون تذكرة مباشرة إلى الجمهور، 400,000 منهم من سكان البرازيل الدولة المستضيفة، و700،000 لخارج البرازيل. في كل مباراة كان نصيب جماهير المنتخبات المتنافسة 8% من إجمالي تذاكر اللقاء الواحد. تم بيع التذاكر عن طريق الموقع الإلكتروني للفيفا، وعن طريق نقاط البيع المتوفرة في جميع المدن المستضيفة.
هناك أربع فئات من تذاكر، الفئة الرابعة مخصصة فقط لسكان البرازيل، فئة التذاكر منخفضة التكاليف والتي خصصت لكبار السن (فوق 60 عاماً) والطلبة، ولذو الدخل المحدود، وهي أرخص التذاكر المباعة حيث تقدر قيم التذكرة نحو 30 ريال برازيلي (12,50 $ دولار أمريكي)، في حين أن أغلى تذكرة هي تذكرة الفئة الأولى، التي وصل سعرها في نهائي كأس العالم لكرة القدم 2014 إلى 990 دولار أمريكي. وهناك أيضاً، «تذاكر محددة المكان»، والتي تتيح للجمهور حضور جميع المباريات التي تقام في تلك المدينة، وهناك الوصول «تذكرة الفريق»، والتي تتيح للجمهور حضور جميع مباريات المنتخب في جميع المدن المستضيفة.

### الشعار

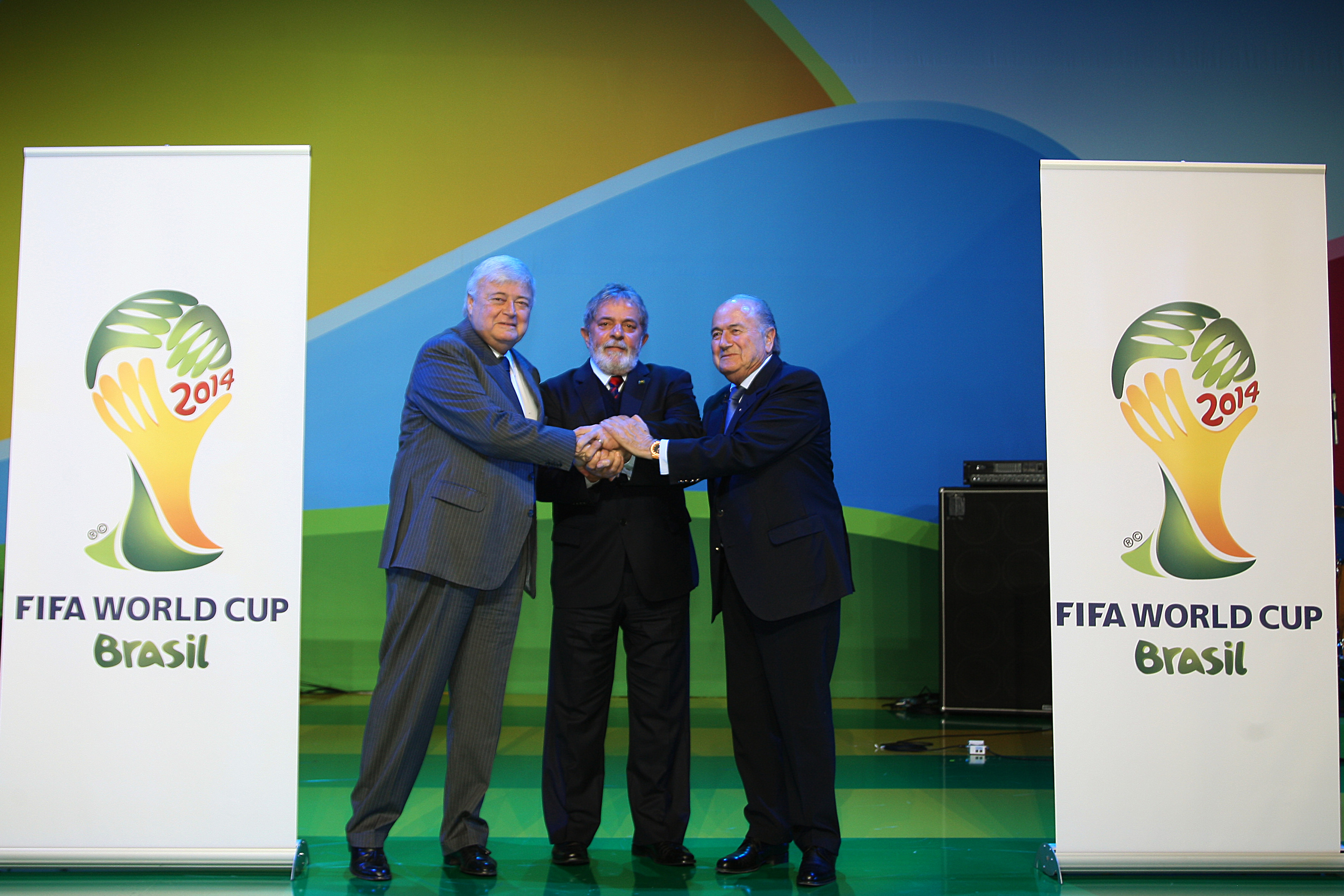
الشعار الرسمي لكأس العالم 2014

أطلق على شعار البطولة عنونا إلهام (بالبرتغالية: inspiração‏)، وهو من تصميم وكالة إفريقيا البرازيلي، حيث يتكون التصميم من صورة أيقونية لثلاثة أيادي منتصرة رافعة الكأس العالم الكأس الأكثر شهرة. فضلاً عن تصور فكرة الترابط الإنساني بالأيدي، والتي لونهما هو الأصفر والأخضر للدلالة على ألوان العلم البرازيلي، أزيح الستار عن الشعار في حفل أقيم في مدينة جوهانسبورغ بجنوب إفريقيا يوم 8 يوليو 2010.
قام الاتحاد الدولي لكرة القدم وحكومة البرازيل بدعوة 25 وكالة برازيلية لتقديم تصاميم لشعار الرسمي للبطولة، ومهمة اختيار الفائز منحت للجنة التحكيم قوامها سبعة شخصيات رفيعة المستوى التي تتكون من رئيس الإتحاد البرازيلي لكرة القدم ريكاردو تيكسيرا، الأمين التنفيذي لكرة القدم جيروم فالكه، عارضة الأزياء الشهيرة جيزيل بوندشين، المهندس المعماري أوسكار نيماير، والكاتب باولو كويلو، المغنية إيفيت سنجالو، والمصمم هانز دونر.
وتم الكشف عن الملصق الرسمي للبطولة في يناير 2013، وهو من تصميم وكالة كراما للتصميم الإبداعي، وأطلقوا شعار جميعنا في نغم واحد (بالبرتغالية: Juntos num só ritmo‏).

### لعبة الفيديو
كأس العالم لكرة القدم 2014 أو (بالإنجليزية: 2014 FIFA World Cup) هي لعبة فيديو خاصة بكرة القدم، وهي جزء من سلسلة ألعاب فيديو بطولات كأس العالم لكرة القدم، سيتم إصدارها في شهر أبريل من عام 2014. وهي متوافقة مع كل من بلاي ستيشن 3، بلاي ستيشن 4، إكس بوكس 360 وإكس بوكس ون. اللعبة مطورة من قبل شركة EA Canada وهي من توزيع EA Sprots.

### الأغنية الرسمية
اختار الفيفا المغنية اللاتينية جينيفر لوبيز مع مواطنها بيتبول وبالاشتراك مع المغنية البرازيلية كلاوديا ليتي لأداء الأغنية الرسمية لكأس العالم 2014، والتي ستحمل اسم (بالإنجليزية: We Are One) وتعني نحن واحد.
ففي 24 يناير 2014، أعلنت الفيفا وسوني ميوزيك عن اسم الأغنية الرسمية. شركة سوني أيضا مسابقة الموسيقى العالمية بعنوان (بالإنجليزية: SuperSong) لاختيار أغنية لألبوم البطولة. حيث تم السماح لأي شخص يتقديم أغنيته الخاصة به عبر موقع على شبكة الانترنت، ليتم تسجيلها بصوت المغني ريكي مارتن. وفي 10 فبراير 2014، تم اختيار الأغنية التي قدمها الأمريكي إيليا كينغ وكانت يعنوان الحياة (بالبرتغالية: Juntos num só ritmo‏) (بالإنجليزية: We Are One)

### كرة البطولة

كرة أديداس برازوكا التي استخدمت في البطولة

أديداس برازوكا (بالبرتغالية: Adidas Brazuca‏)، هي الكرة الرسمية لبطولة كأس العالم 2014 في البرازيل، من إنتاج شركة أديداس الرياضية في ألمانيا، وهي أول كرة لبطولة كأس العالم يتم تسميتها من قبل المشجعين.
تم الكشف عن عنها في يوم الأحد 2 سبتمبر 2012. بعدما صوت أكثر من مليون من مشجعي كرة القدم في البرازيل وحصل الاسم على 77.8٪ من الأصوات، متوفقاً على بوسا نوفا (بالبرتغالية: Bossa Nova‏) وحصل على نسبة 14.6% من الأصوات، والآخر كارنا فاليسكا (بالبرتغالية: Carnavalesca‏) وحصل على نسبة 7.6% من الأصوات.
معنى كلمة برازوكا "وهو مصطلح غير رسمي، يستخدم من قبل البرازيليين لوصف فخرهم الوطني في البرازيل بطريقة حياتهم ومعيشتهم، ويعكس نهجهم لكرة القدم، حيث أنها ترمز عندهم للعاطفة، والفخر والشهرة للجميع.

### التميمة
فوليكو (بالبرتغالية: Fuleco‏) هو تميمة بطولة كأس العالم لكرة القدم 2014 في البرازيل. وهو حيوان مدرع مهدد بالإقراض في البرازيل يطلق عليه اسم التوتابولا. تم اختياره من قبل الاتحاد الدولي لكرة القدم في حفل نظمته اللجنة المنظمة في شهر سبتمبر 2012.
وتم اختيار هذا التصميم من بين 46 تصميم قدمت للجنة المنظمة من قبل 6 ست وكالات تصميم برازيلية. وفوليكو (بالبرتغالية: Fuleco‏) هو لفظ منحوت مشتق من كلمتين. (ful) أخذت من كلمة Futebol وتعني كرة القدم، بينما (eco) أخذت من كلمة Ecologia وتعني البيئة. هي كلمة قال المنظمون إنها تنقل رسالة عن مدى الوعي البيئي.
ترك الاتحاد الدولي لكرة القدم مهمة تسمية التميمة للجمهور، من خلال استفتاء على الشبكة العنكبوتية، بعدما رشح 3 أسماء ليتم اختيار إحداها اسماً للتعويذة. شارك في التصويت الذي جرى على الإنترنت ما يقارب 1.7 مليون مشارك، وأعلنت النتائج في 25 نوفمبر 2012. صوّت 48% منهم مع فوليكو (بالبرتغالية: Fuleco‏)، مقابل 31% مع اسم زوزيكو (بالبرتغالية:  Zuzeco‏)، و21% مع اسم أميجوبي (بالبرتغالية:  Amijubi‏).

### كاشيرولا

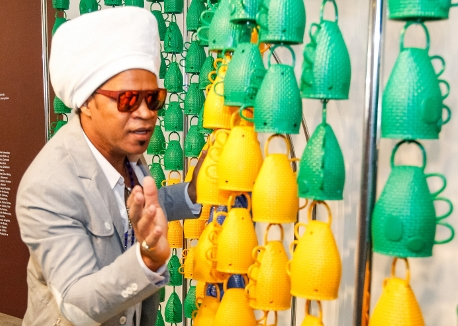
آلة الكاشيرولا مع مخترعها كارلينوس براون.

كاشيرولا (بالبرتغالية: Caxirola‏) هي آلة إيقاعية برازيلية ابتكرها الموسيقي البرازيلي كارلينوس براون. تتكون الكاشيرولا من سلة بلاستيكية مغلفة وقاع مسطحة مملوءة بالجزيئات الصناعية الصغيرة. يتسبب هزها بإصدار صوت موسيقي.
وهذه الآلة تشبه فوفوزيلا، وهي مصممة لخلق صوت أكثر ليونة من القرن الأفريقي الفوفوزيلا التي ظهرت بشكل بارز خلال نهائيات كأس العالم 2010، وتستخدم عادة في ملاعب كرة القدم في البرازيل.
تم اعتماد الكاشيرولا في 27 سبتمبر 2012 من قبل وزارة الرياضة البرازيلية بصفتها كأداة موسيقية رسمية لكأس العالم لكرة القدم عام 2014، في محاولة لوزارة الرياضة البرازيلية وتهدف من خلالها لنشر الثقافة البرازيلية باستفادتها من بطولة كأس العالم. على الرغم من ذلك، فإن الاتحاد الدولي لكرة القدم قد أعلن عن حظر دخول آلة الكاشيرولا الإيقاعية لمباريات كأس العالم لأسباب تتعلق بالسلامة.

### الرعاة
تنقسم الرعاية في بطولة كأس العالم 2014 إلى 3 أقسام (رعاة الفيفا ورعاة كأس العالم والرعاة المحليون).
| رعاة الفيفا                                                             | رعاة كأس العالم | الرعاة المحليون                                                            |
| ----------------------------------------------------------------------- | --- | -------------------------------------------------------------------------- |
| - أديداس - كوكا كولا - طيران الإمارات - هيونداي–كيا - سوني - فيزا       | \| - بادويسر - كاسترول - كونتينتال أيه جي - ماكدونالدز - جونسون آند جونسون \| - موي بارك - يينغلي سولار - سيرا - أويللإتصالات \| | - أبيكس-البرازيل - غاروتو - سنتاورو - بانكو إيتاو - ليبرتي سيريجوس - ويساب |
| - بادويسر - كاسترول - كونتينتال أيه جي - ماكدونالدز - جونسون آند جونسون | - موي بارك - يينغلي سولار - سيرا - أويللإتصالات                                                                                  |                                                                            |

## الإعلام

### حقوق البث
تم بيع حقوق البث لكأس العالم لكرة القدم 2014 للقنوات الناقلة في كل منطقة على حدة إما مباشرة من قبل الاتحاد الدولي لكرة القدم، أو من خلال شركات أو منظمات مثل منظمات مرخصة مثل اتحاد البث الأوروبي، منظمة أمريكا اللاتينية للتلفزة، محتوى الوسائط الدولي، شركة دنتسو اليابانية، ريو غراندي دو سول (آر إس) للبث الدولي والإدارة الرياضية (البرازيل)  ومؤسسة الشركاء الإعلاميون وسيلفا (إم بي وسيلفا). سوف يكون بث كأس العالم لكرة القدم لعام 2014 هو الأوسع انتشارا من أي وقت مضى. فسوف يتم البث الحي لمباريات كأس العالم 2014 في أكثر من 175 بلداً عبر أنحاء العالم. بيع النقل التلفزيوني للمنافسات يمثل الحصة الأكبر من دخل الفيفا، ما يقدر ب 60٪ من الدخل للفيفا من تنظيم كأس العالم. يقع مركز البث الدولي في Riocentro في حي بارا دا تيجوكا في ريو دي جانيرو.

### مهرجان الفيفا للمشجعين
مهرجان الفيفا للمشجعين هو حدث نظمه الاتحاد الدولي لكرة القدم يسمح للناس بمشاهدة مباريات بطولة كأس العالم في جو رياضي بدلا من مشاهدة المباريات في المنزل. وبسبب النجاح المذهل للمهرجان السابق، أعلن الفيفا أنه سيتم عقد عدة مهرجانات ضمن مهرجان الفيفا للمشجعين في كل مدينة من المدن الإثنا عشرة المسضيفة لفعاليات كأس العالم في البرازيل. أشهر تلك الأماكن، شاطئ كوباكابانا في ريو دي جانيرو التي استضافت المهرجان في النسخة الماضية في نسخة كأس العالم لكرة القدم 2010، مدينة ساو باولو والعاصمة برازيليا.

## أحداث

### احتجاجات البرازيل

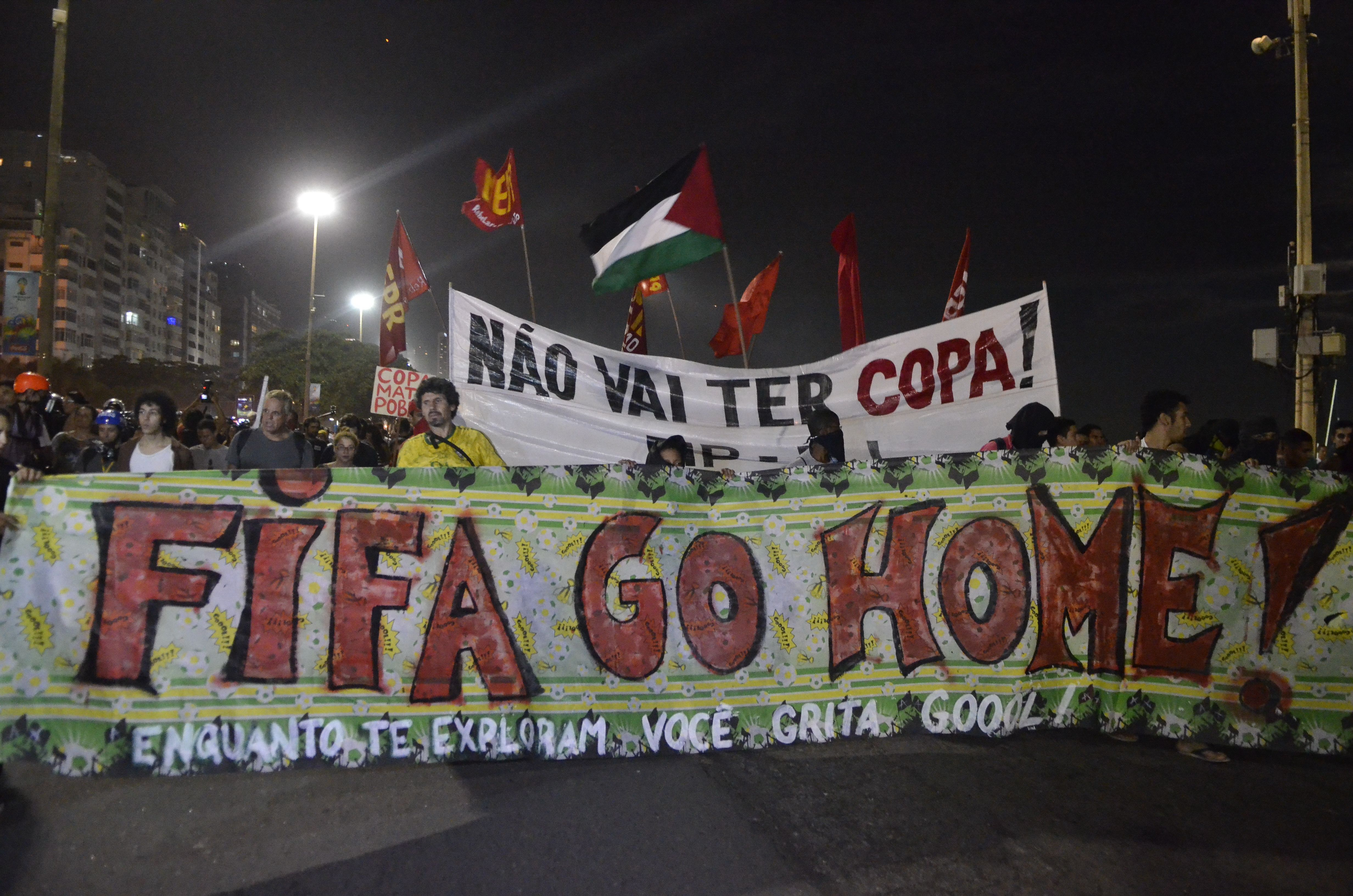
جانب من الاحتجاجات المناهضة لاقامة كأس العالم 2014.

قبل حفل افتتاح كأس القارات 2013 في ملعب برازيليا الوطني، نُظِمت مظاهرات خارج الملعب من قبل أشخاص غير راضين عن الأموال العامة التي صرفت من أجل استضافة فعاليات كأس القارات 2013 وكأس العالم لكرة القدم 2014. تسبب هذا الأمر في استهجان شديد اللهجة من قبل رئيسة البرازيل ديلما روسيف ورئيس الاتحاد الدولي لكرة القدم السويسري جوزيف بلاتر في كلمة افتتاح البطولة، متوعدين الجماهير بعدم تكرار الأمر في افتتاح كأس العالم لكرة القدم 2014. استمر الجمهور بالاحتجاج خلال بطولة كأس القارات 2013، وقبل وأثناء بطولة كأس العالم لكرة القدم 2014.

### اقتحام الماراكانا
في مباراة المجموعة الثانية بين إسبانيا وتشيلي، قام نحو 100 من أنصار منتخب التشيلي الذين تجمعوا خارج ملعب ماراكانا، باقتحام الملعب مما تسبب في الأضرار التي لحقت المركز الإعلامي. وفي مباراة المجموعة السادسة المباراة بين الأرجنتين والبوسنة والهرسك، في نفس الملعب، قام 20 شخص من الجماهير الأرجنتينية بتكرار الحادثة.

### انهيار جسر
في 3 يوليو 2014، انهار جسر قيد الإنشاء في بيلو هوريزونتي، وكان الجسر جزءاً من مشاريع البنية التحتية لكأس العالم. خلف هذا الانهيار قتيلتين وجرح 22 آخرين.

## التجهيزات
توقع العديد من المراقبين أن تكون بطولة كأس العالم لكرة القدم 2014 في البرازيل، هي الأكثر إنفاقاً في تاريخ نهائيات كأس العالم لكرة القدم. حيث قدرت الحكومة البرازيلية تكاليف البطولة بواقع 14 مليار دولار أمريكي. حيث ذهبت أغلب التكاليف على أعمال الملعب ومشاريع البنية التحتية. علاوة على ذلك، أنفق الاتحاد الدولي لكرة القدم، 2 مليار دولار أمريكي على تنظيم البطولة.

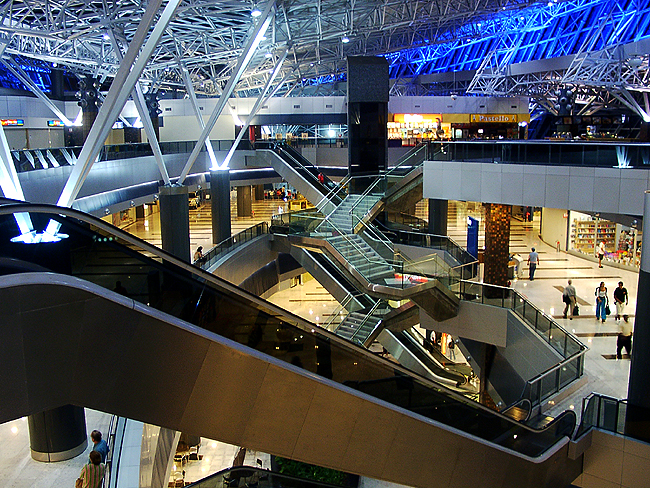
مطار ريسفي الدولي

### الملاعب
الاتحاد البرازيلي لكرة القدم قدر تكلفة البناء وإعادة تصميم الملاعب وحدها ستكون تقريباً 1.9 مليار ريال برازيلي (850 مليون دولار أمريكي) وبالإضافة إلى الملاعب وترقيات التجديد، سوف يكون هناك المزيد من الملايين التي ستنفق على البنية التحتية الأساسية للحصول على احتياجات البلاد الجاهزة. لكن في نهاية المطاف، كلفت الملاعب ما يقارب 3.6 مليار ريال برازيلي (1.61 مليار دولار أمريكي) من أجل مشاريع بناء وترميم الملاعب الإثني عشر. خمس من تلك الملاعب تم بنائها خصيصاً لمنافست كأس العالم وهي أرينا سيداد دا كوبا، ملعب كورينثيانز الجديد، ملعب آرينا داس دوناس، ملعب ميدان بنتانال وأرينا دا أمازونيا. في حين تم هدم ملعب برازيليا الوطني في العاصمة برازيليا، وإعادة بنائه من جديد، بينما باقي الملاعب الستة أُجري لها عملية إعادة ترميم على نطاق واسع.

### البنية التحتية

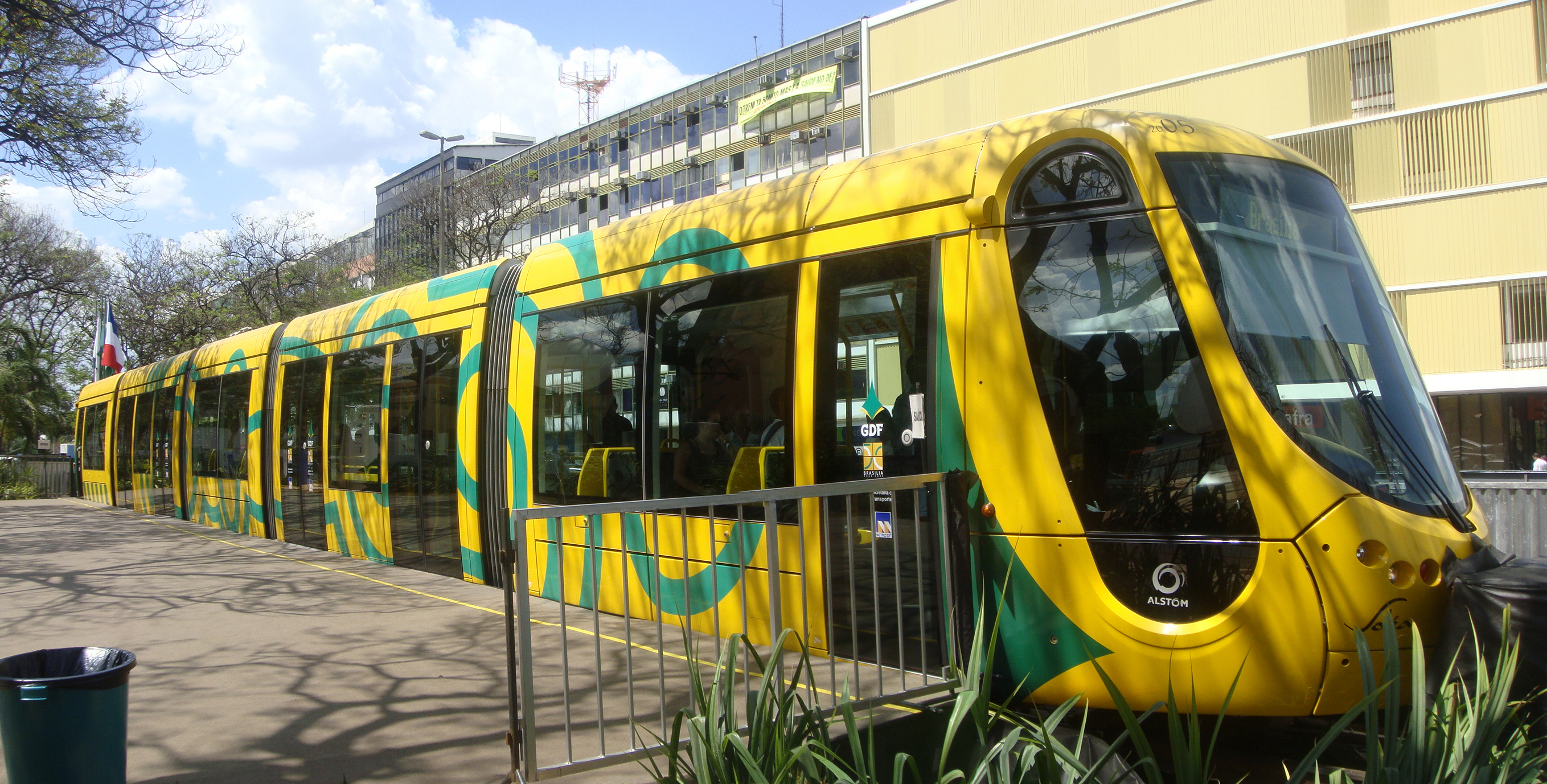
القطار السريع في العاصمة برازيليا.

قدرت الحكومة الاتحادية في البرازيل في يناير 2010، المبلغ المطلوب لاستضافة منافسات كأس العالم يصل إلى 11 مليار ريال برازيلي. كما أعلنت الحكومة البرازيلية عن إعفاءات ضريبية لبناء وتجديد الملاعب لكأس العالم 2014، وأن المدن المضيفة ستكون معفاة من الضريبة. وخصصت 3 مليار ريال برازيلي للاستثمار في الأعمال المتعلقة بكأس العالم عام 2014. وأطلقت برنامج تسويع النمو (بالبرتغالية: Programa de Aceleração do Crescimento‏)، والذي يعرف باسم باك.

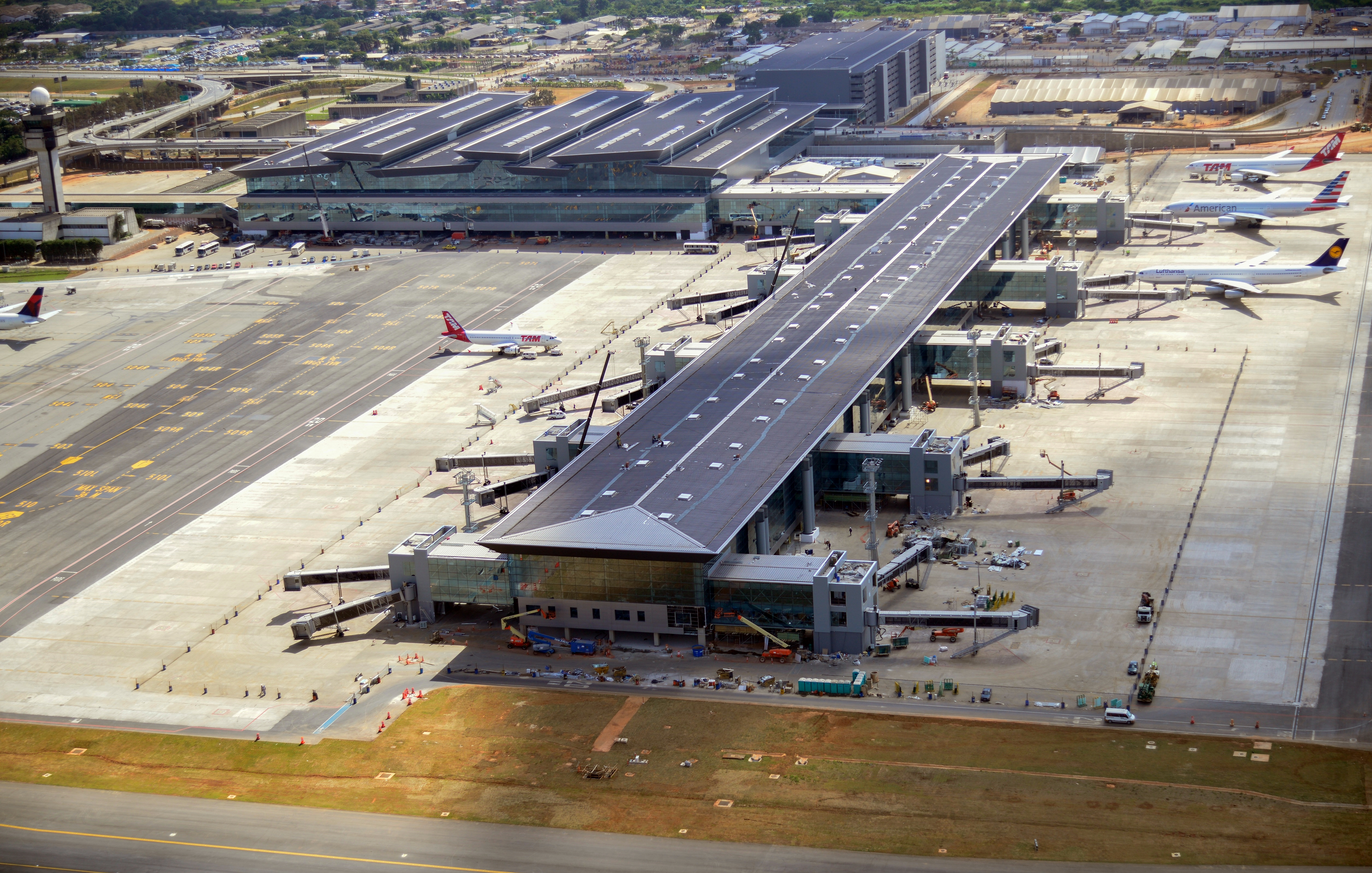
مطار غواروليوس الدولي بمدينة ساو باولو.

في 31 أغسطس 2009 أعلنت إدارة المطارات النقاب عن منطقة الامازون عن 5.3 مليار ريال برازيلي (ما يقارب 3 مليارات دولار أمريكي) ستنفق على الخطة الاستثمارية لتطوير المطارات لعشرة من المدن وزيادة قدراتها والراحة لمئات الالاف من السائحين المتوقع لنهائيات كأس العالم. وتستبعد ناتال وسلفادور لأنه تم ترقية أعمالهم انتهت مؤخرا. وسيتم إنفاق مبلغ كبير (55.3 ٪) من المال لإصلاح المطارات في كل من ساو باولو وريو دي جانيرو. هذا الرقم يشمل الاستثمار يعمل على تنفيذها حتى عام 2014. حيث تعتبر حكومة البرازيل بناء المطارات مشكلة كبيرة، خاصة بعد تقدير عدد المسافرين عبر المطارات الدولية بواقع 600 ألف شخص، بالإضافة إلى 3 ملايين شخص عبر المطارات المحلية.
في سبتمبر 2008، أعلنت وزارة النقل بالبرازيل على توفير قطارات السكك الحديدية فائقة السرعة في البرازيل، وهو مشروع لنهائيات كأس العالم يربط كامبيناس وساو باولو وريو دي جانيرو. وهذا المشروع سوف يكلف الحكومة 11 مليار ريال برازيلي (حوالي 6.25 مليار دولار أمريكي). سيكون على الأرجح بتكنولوجيا توفرها الشركات من فرنسا واليابان وكوريا الجنوبية أو ألمانيا التي ستشكل مع اتحادات شركات الهندسة البرازيلية ائتلاف تجاري. لكن في 2 يوليو 2010، أعلن أن الخط لن يفتتح قبل أواخر 2016. وتم بناء أكثر من 4,300 كم من الطرق السريعة.

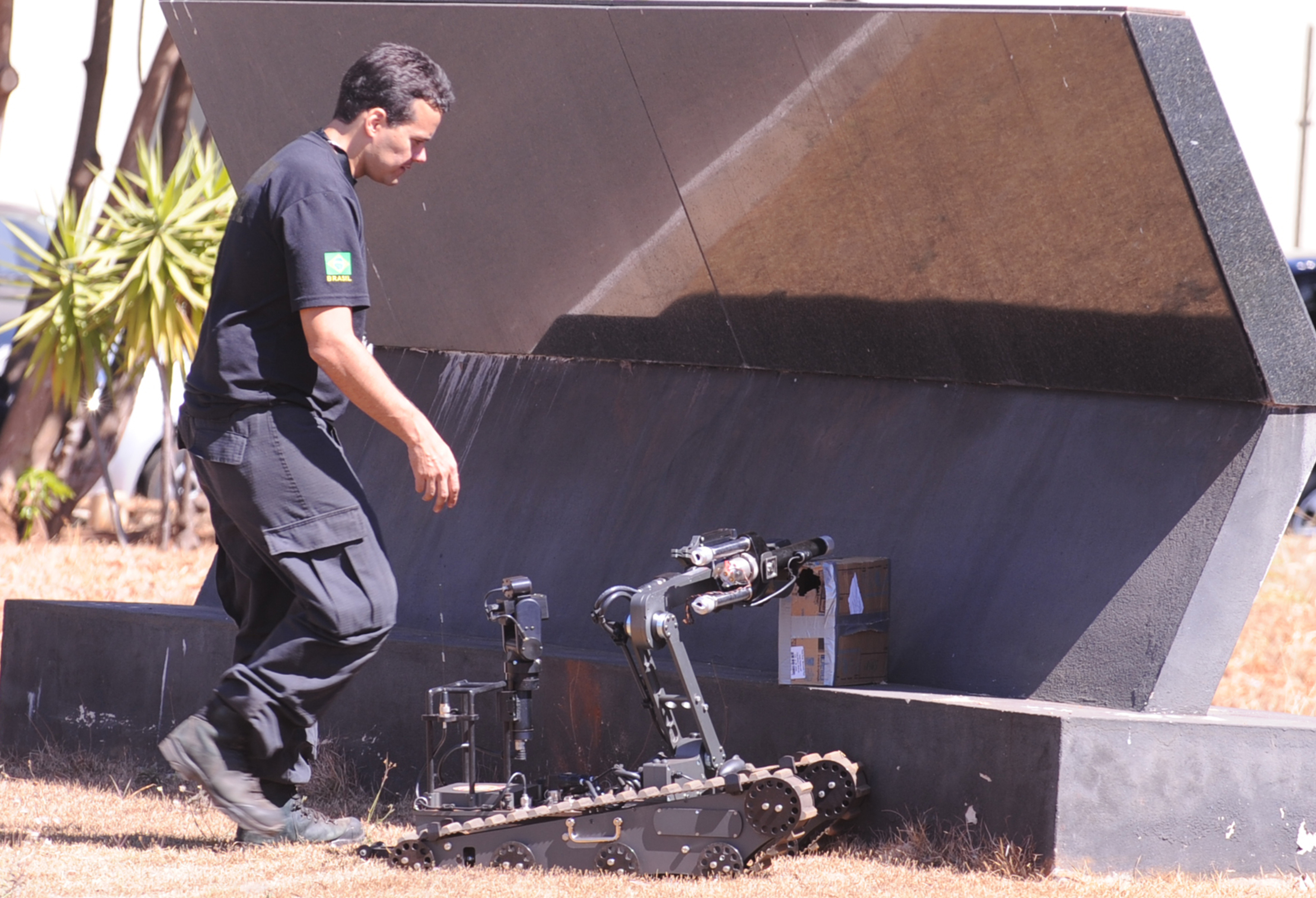
شرطي برازيلي يقوم يتجريب روبوت لتفكيك القنابل.

اعتقد مجموعة من الاقتصاديين الألمان أنه من الترف أن تستضيف دول لا زالت في مرحلة التطور الاقتصادي مثل البرازيل وروسيا، منافسات كأس العالم لكرة القدم، بسبب المبالغ الطائلة التي صرفت على منافسات البطولة. واقترحوا اقتراحين يحدان من الصرف المبذر، الأول يقتضي ببناء منشآت أقل والثاني يقتضي مشاركة القطاع الخاص في البناء. فهم يرون أن الملاعب الكبيرة والمنشآت العملاقة لا يتم استخدامها بعد منافسات كأس العالم. ونتيجة لذلك، فإنهم يخشون أن الألعاب الأولمبية الصيفية وبطولة كأس العالم لكرة القدم لن يتم استضافتها في البلدان ذات الأنظمة الاستبدادية.

### التدابير الأمنية
تعهدت الحكومة البرازيلية بمبلغ 900 مليون ريال برازيلي سيتم استثمارها في قوات الأمن، حيث أعلنت أن بطولة كأس العالم لكرة القدم 2014 ستكون واحدة من أكثر الأحداث الرياضية أمناً في التاريخ. حيث تم تخصيص ضابط أمن لكن 50 شخص ممن حضروا منافسات البطولة. وضابط أمن لكل 80 شخص ممن حضروا التجمعات الجماهيرية. فتم وضع خطة أمنية متكاملة، سعيت خلالها حكومة البرازيل لتصدي لأي هجمة إرهابية من خلال الاستعانة بالروبوتات الأمنية وطائرات من دن طيار وجهاز التعرف على الوجوه، وأيضاً التصدي مثيري الشغب.

### التكلفة
| السنة | البلد                   | إجمالي التكلفة (مليون دولار أمريكي $) | إجمالي التكلفة (مليون دولار أمريكي $) (بعد التضخم) |
| ----- | ----------------------- | ------------------------------------- | -------------------------------------------------- |
| 1994  | الولايات المتحدة        | 30                                    | 47                                                 |
| 1998  | فرنسا                   | 340                                   | 487                                                |
| 2002  | كوريا الجنوبية/ اليابان | 5000                                  | 6,489                                              |
| 2006  | ألمانيا                 | 6000                                  | 6,948                                              |
| 2010  | جنوب أفريقيا            | 4000                                  | 4,282                                              |
| 2014  | البرازيل                | 14,000                                | -                                                  |

## وصلات خارجية
- الموقع الرسمي